# 川崎鶴見臨港バス

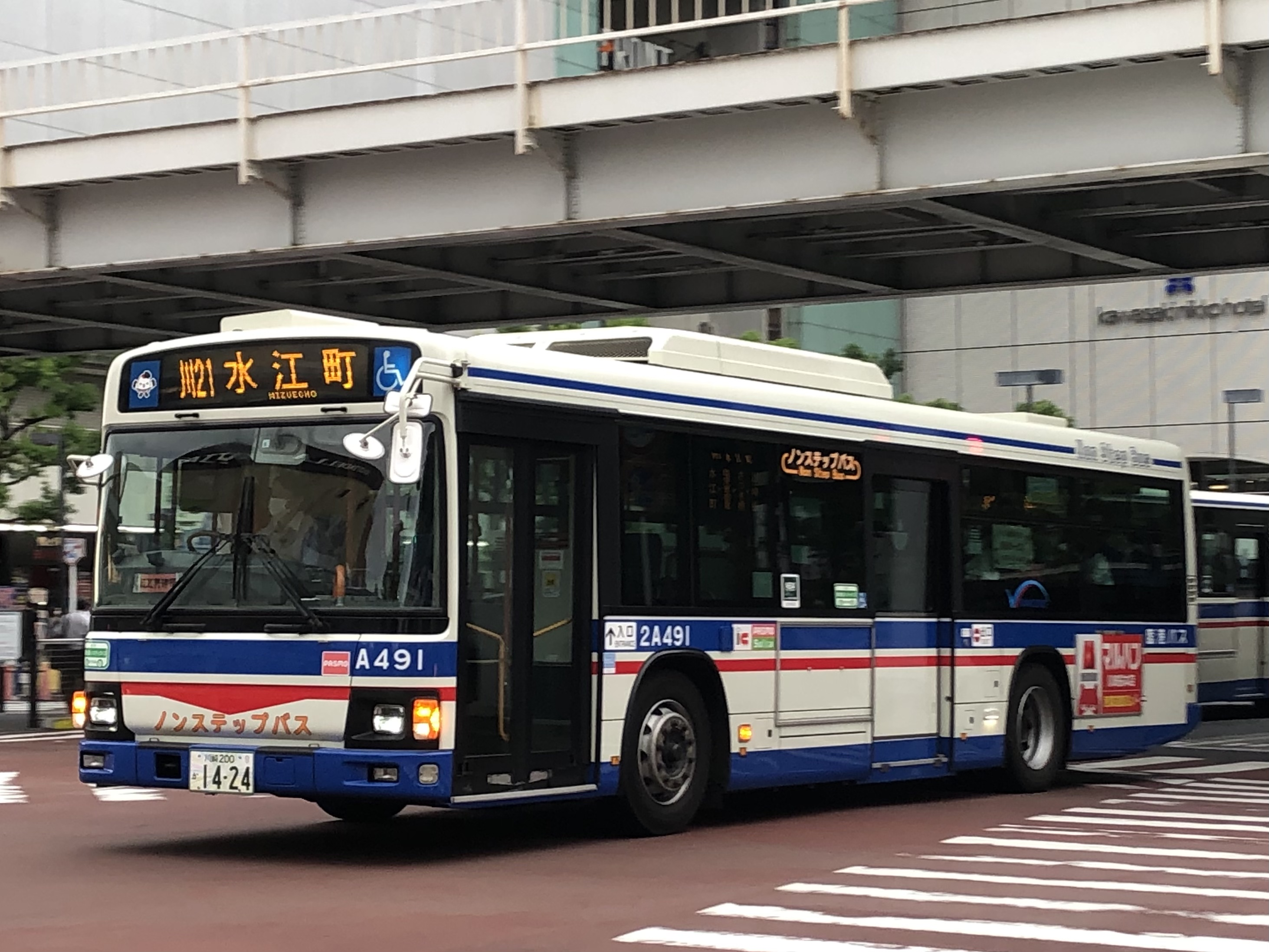
臨港バスの一般路線車

川崎鶴見臨港バス株式会社（かわさきつるみりんこうバス、英: Kawasaki Tsurumi Rinko Bus Co.,Ltd）は、神奈川県川崎市川崎区に本社を置くバス専業事業者。京浜急行電鉄の完全子会社であり、京急グループに属する。
略称は臨港バス（英: Rinko Bus）で、これは会社創立時から公式に使用している略称である。
JR鶴見線の前身にあたる鶴見臨港鐵道（戦時買収私鉄。法人組織は東亜建設工業傘下の不動産会社・東亜リアルエステートとして現存）の乗合バス事業を起源として成立したバス事業者である。1948年に京急グループ入りし、2006年に京浜急行電鉄の完全子会社となった。社名のとおり川崎駅・鶴見駅を発着する系統を中心に、川崎市東部や横浜市北東部を基盤として路線を展開する。
2000年に分離子会社として臨港グリーンバスを設立し、一部路線を移管・委託していたが、2010年に同社を吸収合併している。

## 概要
横浜市鶴見区を基盤とする鶴見臨港鐵道のバス部門が子会社として独立した「鶴見川崎臨港バス」が、川崎駅東側の川崎市川崎区を基盤としていた「川崎乗合自動車」を合併して「川崎鶴見臨港バス」となった成立過程を持つ。このため一般路線バスの営業エリアは、横浜市では鶴見区・港北区・神奈川区、川崎市では川崎区・幸区・中原区を範囲としており、両市を跨る路線も存在する。
路線の大半は川崎駅・鶴見駅を拠点として、京浜工業地帯の工場や物流拠点への通勤輸送を担う路線も多い。住宅街や鉄道駅へ伸びる路線は、内陸部は東急東横線の駅までが基本であるが、東横線より内陸側まで乗り入れる路線もある。
一般路線バスの営業範囲に乗り入れる他のバス事業者は、川崎市バス・東急バス・横浜市営バス・京浜急行バスがあり、このうち川崎市バス、東急バス、京浜急行バスとは一部路線で共同運行を実施している。また、川崎市バス上平間営業所の管理・運行を受託している。
横浜駅に乗り入れる一般路線は存在せず、以前は高速路線にも横浜駅に乗り入れる路線がなかった。2002年10月1日より「高速通勤バス」として横浜駅と東扇島地区・浮島地区を結ぶ路線を京浜急行バスと共同運行している。
かつては東京都内にも、京浜急行バスとの共同運行により一般路線が大田区へ乗り入れていたが1973年に一度撤退し、羽田空港リムジンバスも2021年7月15日をもって撤退していたが、2022年に天空橋駅発着路線を開設したことで東京都内での運行を再開した。また、東京湾アクアライン開業後はアクアライン高速バスが千葉県に乗り入れている。成田空港リムジンバスも運行していたが、2015年5月31日をもって運休、2021年7月15日をもって廃止となっている。
一般路線の系統番号は一部を除き導入されており、「川03」「鶴01」などのように「起終点を表す文字+数字2桁」で表記する。途中に通過停留所のある便は系統番号の代わりに「急行」「快速」「直通」の種別を表記する。

## 沿革

### 創業から終戦まで

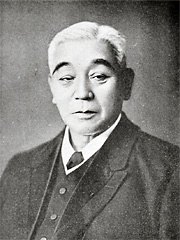
浅野総一郎
鶴見臨港鐵道創始者・浅野財閥総帥

- 1924年（大正13年）7月25日 - 鶴見臨港鐵道が会社設立[7][11]。初代社長に浅野総一郎が就任[7]。浅野財閥系の会社であった。
- 1930年（昭和5年）4月28日 - 鶴見臨港鐵道が海岸電気軌道を吸収合併、軌道線（総持寺前 - 川崎大師間9.5km）とする[7]。これにより海岸電気軌道株式会社は解散[7]。
- 1931年（昭和6年）10月22日 - 鶴見臨港鐵道がバス事業を開始。同社の直営バスとして、鶴見本山駅そばの高架下に設けた車庫を拠点に営業開始（本山前 - 鶴見駅西口 - 東寺尾寺谷間）[12]。
- 1932年（昭和7年）12月27日 - 乗合自動車獅子ヶ谷線（本山前 - 鶴見駅西口 - 獅子ヶ谷間）開業。
- 1937年（昭和12年）
  - 11月18日 - 鶴見臨港鐵道が全額出資の子会社として鶴見川崎臨港バスを設立[12]。
  - 11月30日 - 鶴見臨港鐵道が海岸軌道線を廃止[7]。バスに転換（鶴見駅西口 - 本山前 - 潮田 - 寛政 - 田辺新田 - 池上新田 - 大師河原 - 大師間）[12]。
- 1938年（昭和13年）
  - 5月1日 - バス事業を鶴見川崎臨港バスへ譲渡[12]。鶴見川崎臨港バスが鶴見営業所の2路線をもって営業開始[3]。この当時からすでに「臨港バス」の略称を使用している[6]。
  - 12月1日 - 鶴見川崎臨港バスが川崎乗合自動車を合併[3]。川崎乗合は鶴見臨港鐵道と京浜電気鉄道、南武鉄道の系列会社（通称「銀バス」）。
    - 当時の川崎市内路線（川崎駅東側）の大半は、合併の際に川崎乗合から継承したものであるが[6]、合併直前においても川崎市内に鶴見川崎臨港バスの独自区間もあった[6]。産業道路付近に、鶴見川崎臨港バスの独自区間（大師橋 - 出来野 - 競馬場前 - 塩浜 - 四ツ谷 - 池上新田 - アルマイト前 - セメント前[6]、出来野 - 大師河原 - 大師口[6]）、川崎乗合との並走区間（セメント前 - 富士電機前[6]）があった[6]。大師口 - 大師へは両社とも乗り入れていた[6]。

  - 12月27日 - 社名の鶴見と川崎を入れ替え、川崎鶴見臨港バスに社名変更[3]。
- 1939年（昭和17年）
  - 7月 - 電気バスの使用を開始[3]。車両製作は株式会社中島製作所[6]。
    - 中島製作所は現在の大阪市港区で設立された会社で[13]、1924年（大正13年）に電気自動車の第1号車を製作し[13]、兵庫県尼崎市に工場を設置して中島運搬機製造株式会社となった[13]。昭和初期には日本の電気自動車のトップメーカーとして多数の電気バスを制作し[13]、戦中戦後の燃料不足の時期には全国のバス事業者に多数の車両納入実績がある[13]。なお、SUBARUの源流となった中島飛行機とは資本的・人的に全く関係ない別の会社である[13]。
- 1943年（昭和18年）
  - 7月1日 - 鶴見臨港鐵道の保有する鉄道路線が、戦時買収により国有化され鶴見線となる[7]。
  - 9月1日 - 日吉乗合自動車を合併[3]（川崎駅西口 - 尻手駅 - 矢向南町 - アセチレン前 - 変電所前 - 末吉橋 - 小倉用水（住友ベークライト前を経て現・南加瀬交番前） - 南加瀬 - ひがし前 - 越路 - 北加瀬間）。
- 1945年（昭和20年）
  - 4月15日 - 川崎大空襲により、古川通営業所、川崎出張所、充電所を焼失。車両28台と営業関係統計資料も全て焼失する[3]。
  - 7月～8月 - 空襲により浜川崎営業所と車両43台が被災[3]。

### 京急グループ入り
- 1948年（昭和23年）

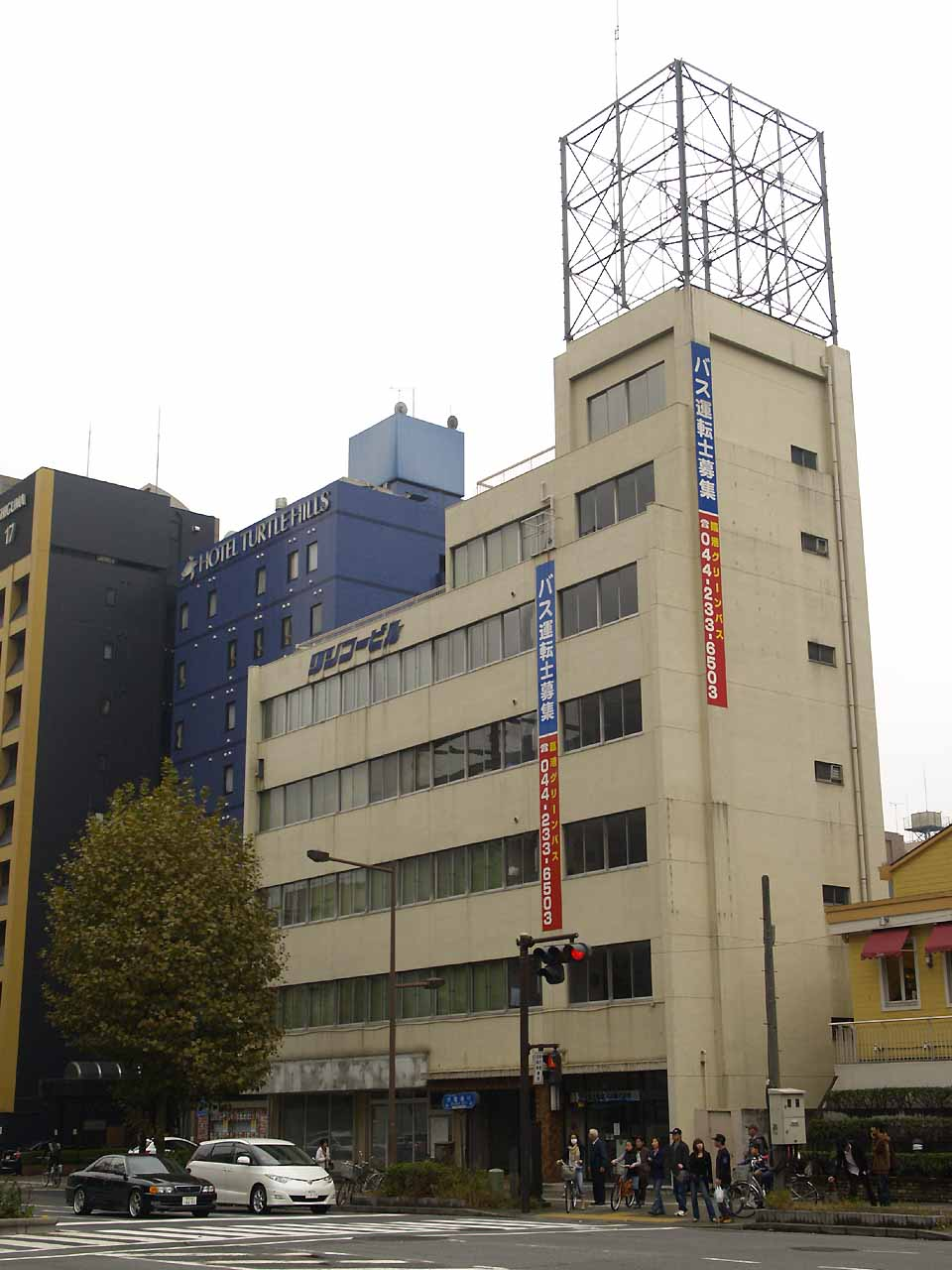
日進町の旧本社ビル「リンコービル」
2008年まで本社が置かれていた
かつては屋上にいすゞ自動車の広告看板を掲示していた

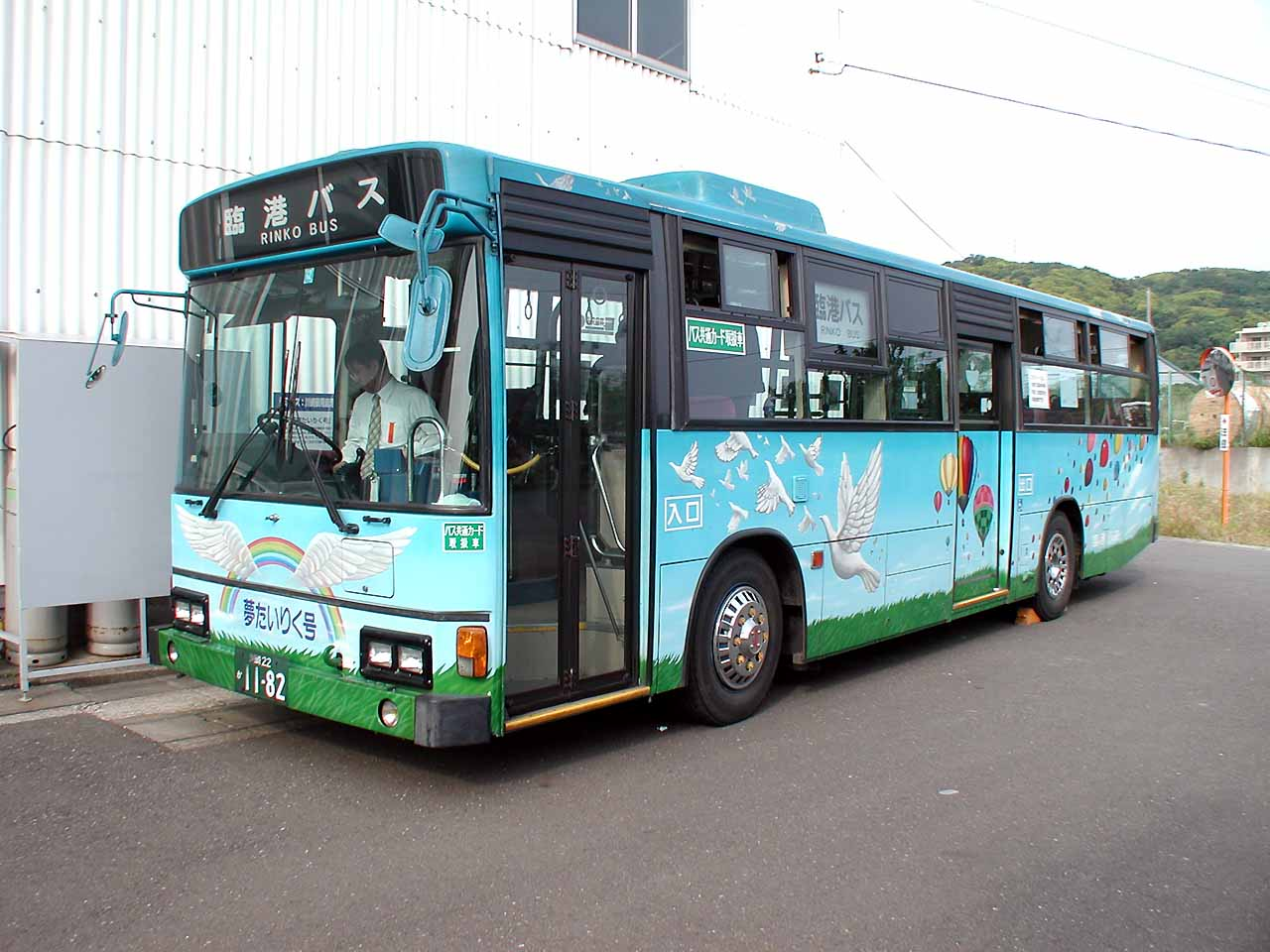
特別塗装車「夢たいりく号」(2H954号車)
京急鉄道フェスタにて展示 (2005年除籍)

  - 京浜急行電鉄と大和自動車交通[14]が経営に参加。
  - 12月21日 - 川崎鶴見臨港バスが京浜急行電鉄のグループ会社となる[15]。
- 1950年（昭和25年）12月20日 - 貸切バス事業を始める[3]。
- 1951年（昭和26年）
  - 4月10日 - 本社を東京市麹町区丸ノ内から川崎市古川通へ移転[3]。
  - 7月1日 - タクシー・ハイヤー事業を始める[3]。
- 1954年 - 京浜急行電鉄の子会社となる。
- 1955年（昭和30年）8月12日 - 神明町営業所を開設[3]。
- 1958年（昭和33年）10月1日 - 川崎臨港ハイヤー株式会社を設立し、タクシー・ハイヤー事業を分社[3]。
- 1960年（昭和35年）4月1日 - 元住吉営業所を開設[3]。
- 1962年（昭和37年）11月15日 - 塩浜営業所を開設[3]。
- 1964年（昭和39年）5月11日 - ワンマンバスの導入を開始[3]。
- 1970年（昭和45年）12月27日 - 鶴見区駒岡に鶴見営業所を開設し、従来の鶴見営業所は「鶴見営業所分室」と改称[3]。
- 1972年（昭和47年）
  - 8月25日 - 元住吉営業所を廃止[3]。
  - 10月11日 - ボウリング場運営会社として臨港レジャーサービス株式会社を設立、レジャー事業に進出[3]。
  - 11月7日 - 本社移転を川崎市川崎区小川町から、川崎市川崎区日進町へ移転[3]。
- 1973年（昭和48年） - 蒲田駅、羽田空港発着の一般路線をすべて廃止し、東京都大田区から撤退。
- 1975年（昭和50年）9月16日 - 大規模ダイヤ改正、全路線でワンマン化が完了[3]。
- 1978年 - 一般路線に系統番号を付与。
- 1979年（昭和54年）12月22日 - 土曜ダイヤの運用を開始[3]。
- 1980年（昭和55年）2月19日 - 路線バスで冷房車の導入を開始[3]。
- 1982年（昭和57年）11月18日 - 社是を制定する[3]。
- 1986年（昭和61年）
  - 鶴見駅西口バスターミナル、川崎駅東口バスターミナルが完成。
  - 10月1日 - 地下街「川崎アゼリア」開業に伴い、川崎駅前東口でバス乗り場を変更[3]。
- 1987年（昭和62年）11月18日 - 会社創立50周年を迎える。
- 1988年（昭和63年）
  - 3月11日 - 川崎駅東口に「川崎ルフロン」開業（川崎鶴見臨港バスも一部持分所有）[3]。
  - 8月16日 - 観光バスセンターを開業[3]。
  - 12月1日 - 深夜バスを運行開始[3]。
- 1989年（平成元年）7月24日 - 一般路線バスの塗色を変更[3]。銀色地に紺色のラインの「銀バス」塗装から、白地に青と赤のラインの現行塗装へ変更される[3]。塗色変更にあたっては数種類の試験塗装が設定され、実車に試験塗装が施されて運行されていた。
- 1990年（平成2年）11月2日 - 羽田空港リムジンバス「新横浜羽田空港線」運行開始[3][16]。京浜急行電鉄と共同運行。
- 1996年（平成8年）5月16日 - バス共通カードの取り扱いを開始[3]。
- 1997年（平成9年）
  - 6月30日 - 観光バスセンターを廃止[3]。
  - 11月18日 - 会社創立60周年を迎える。
  - 12月19日 - 東京湾アクアライン開業に伴い、高速バス川崎木更津線を運行開始[3]。小湊鉄道と共同運行。
- 1998年（平成10年）
  - 10月1日 - たまプラーザ羽田空港線を運行開始。
  - 10月20日 - ノンステップバスを導入開始[3]。
- 1999年（平成11年）
  - 9月1日 - 川崎市立臨港中学校生徒の平成11年度卒業記念制作による特別塗装車「夢たいりく号」を運行開始[3]。
  - 貸切バス事業の大半を京急観光バスへ譲渡。

### 分社化から再統合まで
- 2000年（平成12年）

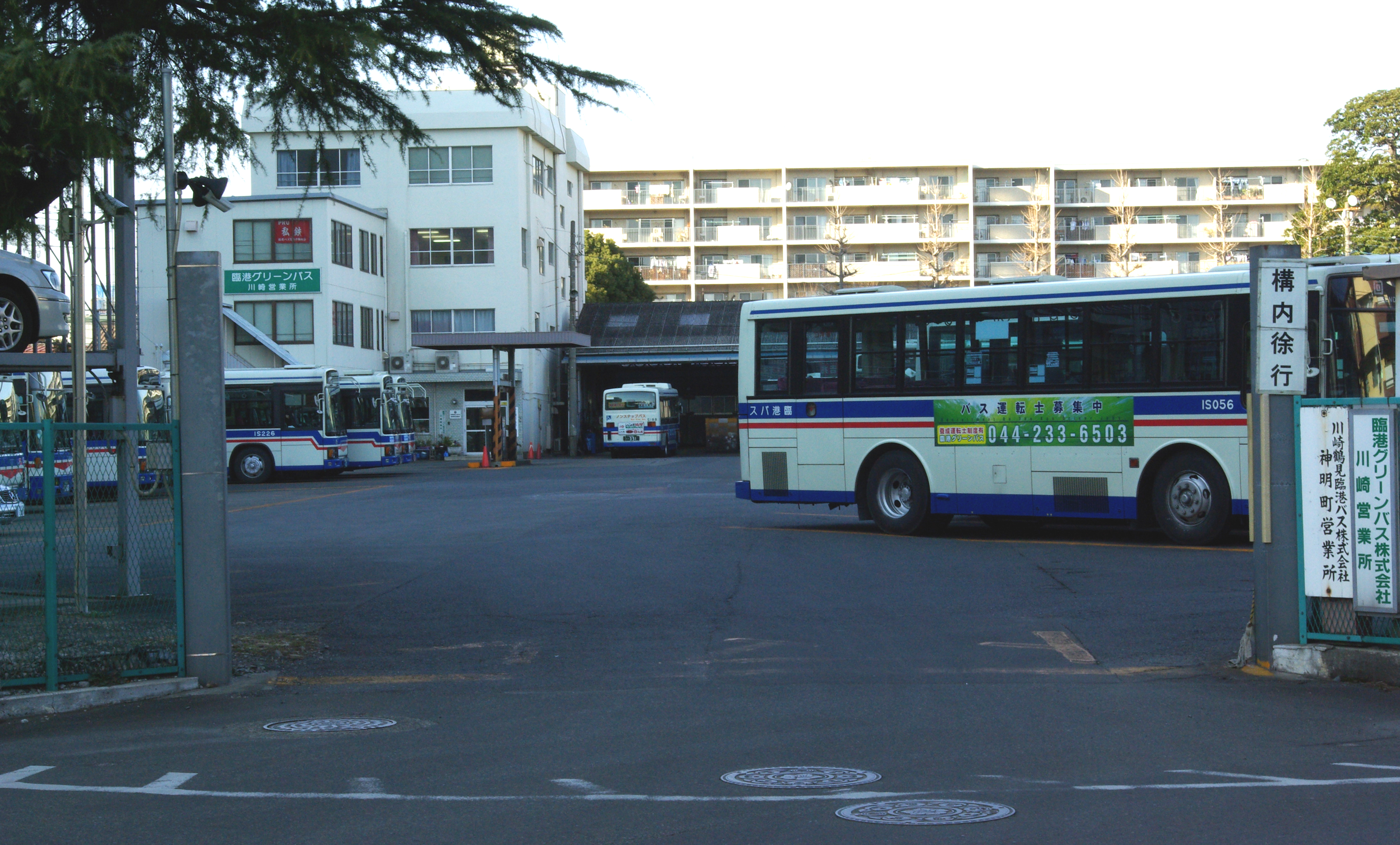
臨港グリーンバス川崎営業所
神明町営業所に併設された

  - 6月1日 - 臨港グリーンバスを設立[3]（神明町営業所に併設）。
  - 12月1日 - 臨港グリーンバスでバスの運行を開始[3]。同社へ一部路線の移管を行う。
- 2001年（平成13年）
  - 4月1日 - 臨港グリーンバスへの運行委託を開始[3]。神明町営業所・塩浜営業所の路線を委託。
  - 4月2日 - 川崎市交通局と合同でワンコインバス運行開始（川崎病院線、ノンステップバスによる運行）。
- 2002年（平成14年）10月1日 - 通勤高速バス「横浜東扇島線」を運行開始[3]。
- 2005年（平成17年）
  - 1月 - 「夢たいりく号」運行終了[3]。
  - 10月3日 - 臨港エステート株式会社を設立し、不動産部門を分社[3]。
  - 12月8日 - ハイブリッドバスを導入開始[3]。
- 2006年（平成18年）10月1日 - 株式交換実施により、京浜急行電鉄の完全子会社となる[3][12]。
- 2007年（平成19年）
  - 3月18日 - 交通系ICカードPASMOサービス開始[3]。同日より塩浜営業所、神明町営業所（臨港グリーンバス川崎営業所を含む）でPASMO利用開始。
  - 4月1日 - 臨港グリーンバスが川崎市バス上平間営業所の管理受託事業者となる[3]。
  - 4月1日 - ラゾーナ川崎前の西口北バスターミナル（2018年4月1日より「川崎駅ラゾーナ広場」に改称）が供用開始、川崎駅発着の一部路線の乗り場を変更。
  - 8月25日 - 鶴見営業所でPASMO利用開始。
  - 10月27日 - 浜川崎営業所でPASMO利用開始。
  - 11月18日 - 会社創立70周年を迎える。記念イベントについては#創立70周年記念キャンペーンを参照。
- 2008年（平成20年）
  - 3月31日 - バスロケーションシステム「臨港バスナビ」導入開始[3]。
  - 10月16日 - 空港リムジンバス「新横浜成田空港線」に参入。
  - 11月10日 - 本社を川崎区日進町から川崎区中瀬の現在地へ移転[3]。
- 2010年（平成21年）
  - 3月15日 - 横須賀線武蔵小杉駅開業に伴い、杉51・52系統を運行開始[17]。
  - 3月25日 - 1年通学定期券「学生応援パス」を発売[3]。
  - 4月1日 - 臨港グリーンバスより全事業を譲受[3][18]。臨港グリーンバスに代わり、川崎市バス上平間営業所の管理受託事業者となる。
  - 4月1日 - 定期券サービスを拡充（6か月定期・1年通学定期・全線定期のPASMO/Suica開始）[19]。
  - 7月31日 - バス共通カードの取り扱いを終了[3]。

### 2010年代以降

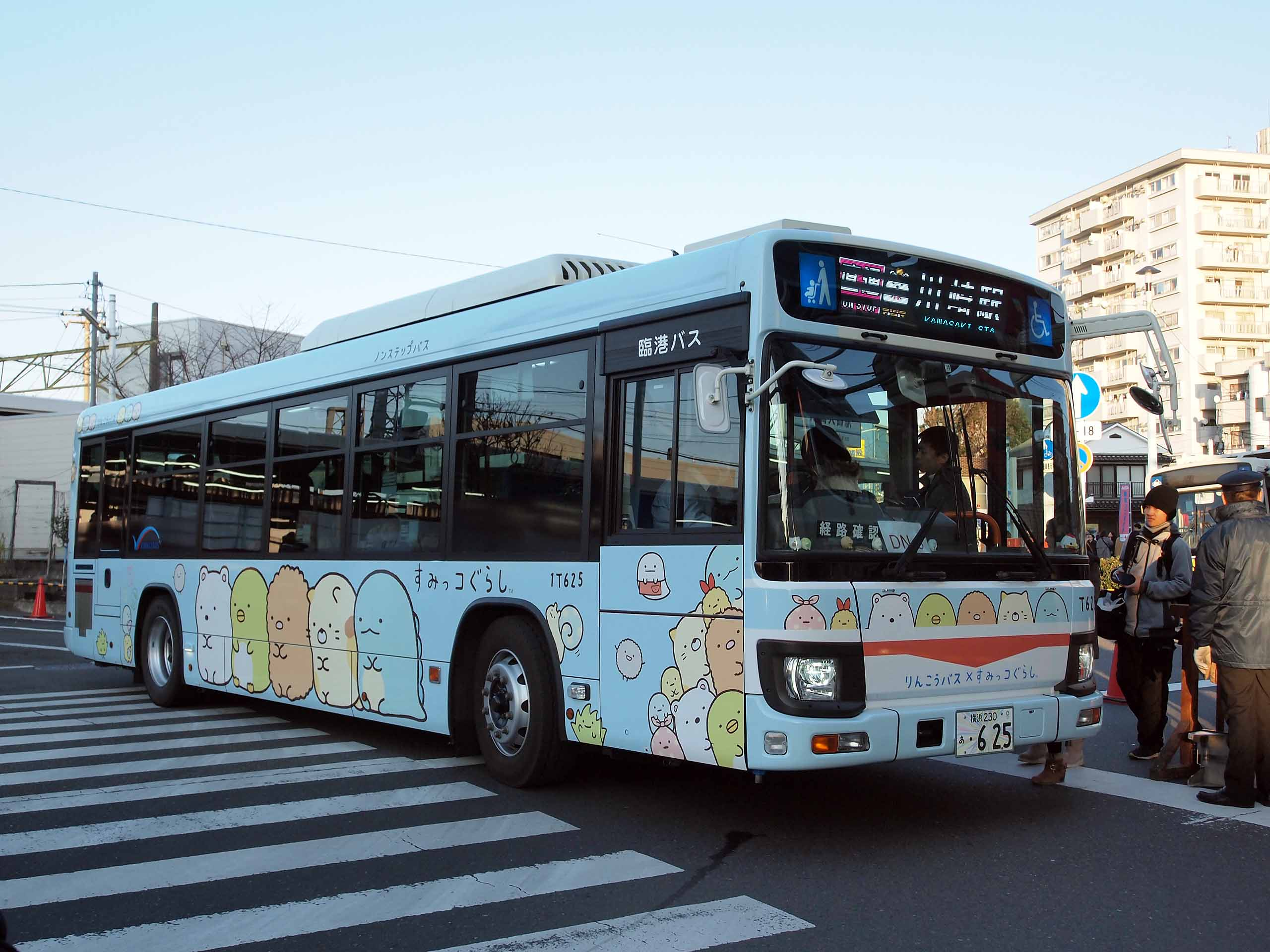
「りんこうバス×すみっコぐらし」ラッピングバス

- 2011年（平成23年）10月1日 - 産業道路駅(現：大師橋駅)バスターミナル供用開始。
- 2014年（平成26年）12月19日 - タクシー事業者の臨港交通が京急グループを離脱する。譲渡先は飛鳥交通。
- 2015年（平成27年）
  - 4月1日 - 「川崎スマートEVバス」を運行開始[3]。
  - 5月31日 - この日をもって新横浜成田空港線を運行休止。
- 2016年（平成28年）12月4日 - 1980年4月以来約36年ぶりのストライキを決行[20][21]。始発から24時間ストライキに突入[20][21]、鶴11系統（三角線）を除く36路線の約4000本が全て終日運休となった[22]。臨港バス労働組合は「バス運転士不足のため拘束時間が長くなり、残業して日々の運行を確保している」「朝晩の通勤ラッシュ時を同じ乗務員が担当し、最長16時間と拘束時間が長い勤務が多いため、安全運行のため中休を減らし拘束時間を短縮するダイヤや勤務体系を求めた」としたが、労使交渉が決裂しスト決行に至った[20][21][23][22][24]。
- 2017年（平成29年）
  - 3月31日 - 塩浜営業所を移転し営業開始[3]。
  - 11月18日 - 会社創立80周年を迎える[3][25]。記念イベントについては#創立80周年記念企画を参照[25]。
- 2018年（平成30年）
  - 3月15日 - 綱島定期券販売所、神明町営業所定期券窓口が閉鎖[26]。
  - 3月18日 - IC定期券に統一、それに伴い川崎市内全線定期券、各ゾーン定期券が廃止[26]。
  - 6月18日 - 綱島定期券販売所を移転再開[27][28]。
  - 10月1日 - 現業従業員（バス運転士・事務員）の制服を20年ぶりにリニューアル[29]。運転士と事務員の制服デザインを分けた[29]。デザイナーは岡義英（おか よしひで）[29]。
- 2019年（平成31年/令和元年）11月18日 - 京急グループの「すみっコぐらし×けいきゅう」キャンペーンとタイアップして、鶴見営業所所属の1台（1T625）にすみっコぐらしのラッピング装飾「りんこうバス×すみっコぐらし」を実施[30]。当初2020年11月で終了する予定だったが[31]、好評のため延長を重ね[32]、2022年11月まで運行された[33]。
- 2020年（令和2年）
  - 3月28日 - ユーグレナ社と協同で、鶴見営業所でバイオディーゼル燃料を使用したバス（1T624）を運行開始[34]。2021年3月頃までの予定で当該車両にラッピング装飾を施して運行する[34]。当初はラッピングバスのお披露目イベントが予定されていたが、新型コロナウイルス感染症の流行によりニュースリリースでの発表のみとなった[34]。
  - 4月 - 新型コロナウイルス感染症の流行の影響により深夜バスは全便運休となる。
- 2021年（令和3年）　
  - 1月1日～3日 - 新型コロナウイルス感染症の流行のため本年より川崎駅前～大師直通バス(通称直大)は運行中止となる。
  - 1月14日 - 新型コロナウイルス感染症の流行による旅客流動変更に伴いたまプラーザ羽田空港線、川崎鶴見臨港バス担当便のみ全便運休となる。東急バス、京浜急行バスは全便運行。
  - 3月15日 - たまプラーザ羽田空港線廃止（東急バス、京浜急行バスの2社で存続）
  - 4月2日 - この日をもってバス特のチケット付与終了[35]。
  - 7月15日 - 新横浜羽田空港線廃止。羽田空港リムジンバス及び東京都内の運行から撤退（新横浜羽田空港線は京浜急行バスと東急バスの新規参入で存続[36]。新横浜成田空港線、休止→廃止に
  - 8月16日 - 浮島地区への特急便「浮島ライナー」実証実験運行開始(2022年2月15日まで)[37]。
- 2022年（令和4年）
  - 4月1日 - 多摩川スカイブリッジ開通に伴い、浮島バスターミナル～天空橋駅、大師橋駅～天空橋駅の2路線を運行開始。これにより、東京都内での運行を再開。
  - 9月13日 - 2023年3月16日を実施予定日とした川崎市内乗合バスの運賃改定について、国土交通大臣宛てに一般乗合旅客自動車運送事業の上限運賃変更認可申請を行った[38]。
- 2023年（令和5年）
  - 3月1日 - 川崎駅から水江町の区間で連節バス（KAWASAKI BRT）の運行を開始[39]。
  - 3月25日 - 三井住友カードによる協力で川崎鶴見臨港バスを含む川崎木更津線の運行バス会社4社[40]が共同でVisaのタッチ決済を導入[41]。
  - 6月30日 - 川崎木更津線回数券の販売を終了（使用は2024年6月30日まで可能）。これをもって臨港バス全路線での回数券の販売は終了した。
  - 12月23日 - 新綱島駅乗り入れに伴い綱島駅乗り入れを廃止。綱島駅入口は降車専用バス停に変更。
- 2024年（令和6年）
  - 2月29日 - 横浜浮島線から京浜急行バスが撤退し、臨港バスの単独運行となる。
  - 3月26日 - 川崎市内初となる大型EVバスの運行を開始[42]。浜川崎営業所と神明町営業所にBYD製の大型電気バス（K8）1台ずつ導入された。
  - 9月1日 - 大109系統の日中時間帯の一部を羽田空港第3ターミナルまで延伸し、空84系統として運行、京浜急行バスとの共同運行となる[43]。あわせて東京都区内の運賃を改定する[44]。
  - 10月16日 - 川崎駅・蒲田駅～東京ディズニーリゾート線の運行を開始。15日までは京成バスと京浜急行バスの共同運行だったが、京浜急行バスが撤退し京成バスと臨港バスの共同運行となった[45]。
  - 11月29日 - キャッシュレスバス実証運行（2025年2月28日まで）に伴い、大109系統、空84系統の運賃支払が交通系ICカードとクレジットカードタッチ決済のみとなる[46]。
  - 12月23日 - KAWASAKI BRTの運行を午前中、夜間に拡大し、エリーパワー前発着の運行を開始する[47]。

- 2025年(令和7年)
  - 3月10日-2代目りんたんラッピングバス運行開始[48]
  - 3月18日-川崎市内・横浜市内線運賃改定、今回より統合し京浜ブロック運賃となり大人240円・小児120円に。東京都区内、川崎市内－羽田空港第3ターミナルの運賃は改定せず。また通学定期券・小児定期券の運賃も据え置き。

## 営業所
全て神奈川県に所在。所轄路線については各営業所の記事を参照。
営業所を示すアルファベット記号は、営業所名の頭文字を取っているが、神明町営業所がS、浜川崎営業所がHを使用するため、塩浜営業所はA (shiohAma) となっている。
- 本社 - 川崎市川崎区中瀬3丁目21番6号
- 浜川崎営業所 （記号：H） - 川崎市川崎区鋼管通5丁目3番23号
- 神明町営業所 （記号：S） - 川崎市幸区神明町1丁目73番地
- 塩浜営業所  （記号：A） - 川崎市川崎区塩浜3丁目10番10号
- 鶴見営業所 （記号：T） - 横浜市鶴見区駒岡1丁目28番9号

### 廃止された営業所
- 古川通営業所、川崎出張所 - 川崎大空襲により焼失。
- 元住吉営業所 - 川崎市中原区木月4丁目。リンコーボウル（ボウリング場）、ヤマハ音楽院を経て、現在は臨港エステート所有のリンコー日吉ビル[49]（慶應義塾大学元住吉宿舎[50]）、およびリンコー日吉ヤマハビル[51]となっている。
- 観光バスセンター
- 臨港グリーンバス川崎営業所（記号：G） - 川崎鶴見臨港バス神明町営業所に併設。

## 創立記念イベント
2007年11月18日に「創立70周年記念キャンペーン」、2017年11月18日に「創立80周年記念企画」を実施した。

### 創立70周年記念キャンペーン
キャンペーン内容
1. 旧塗装車「銀バス」の復刻

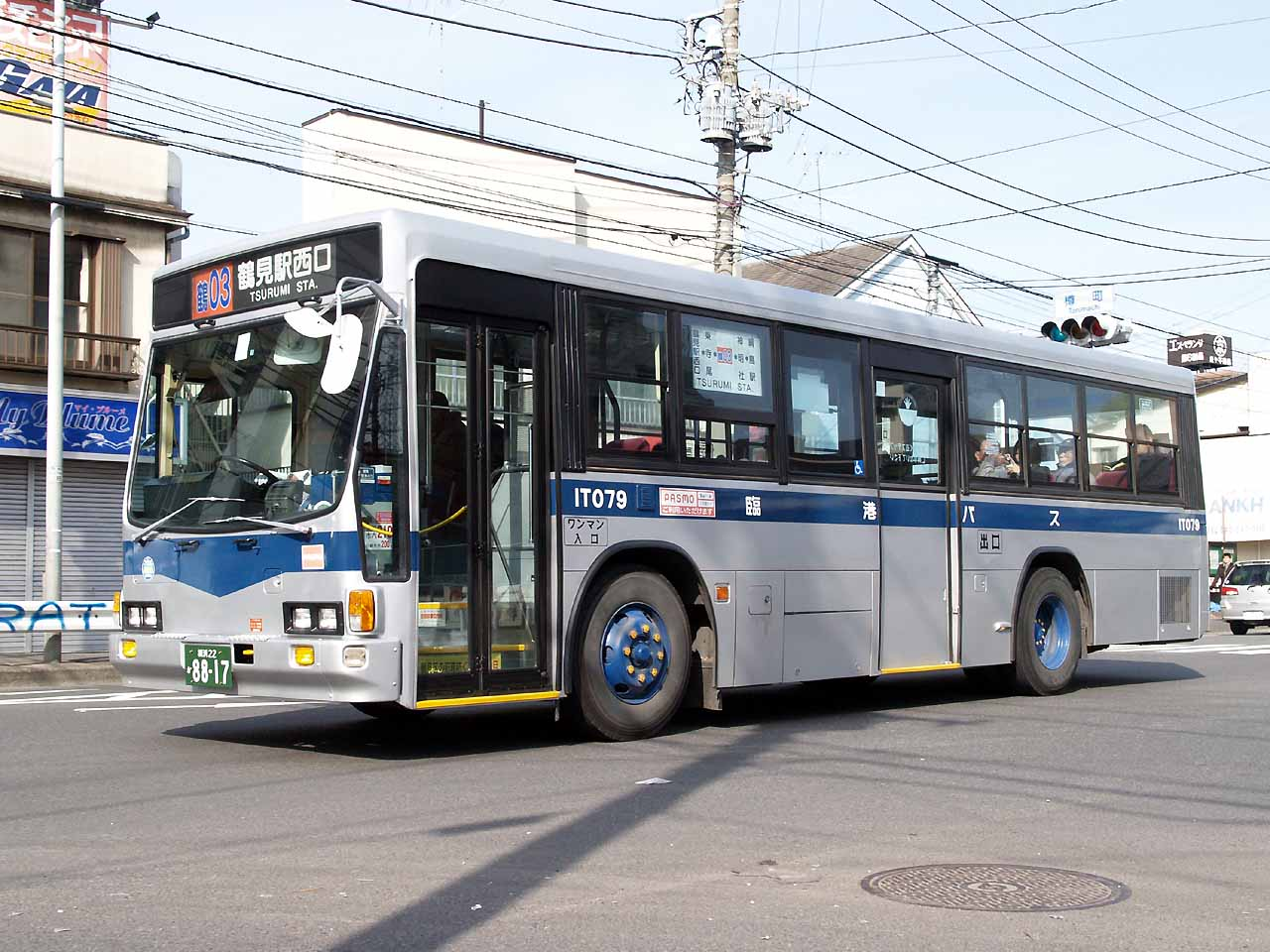
創立70周年記念「銀バス」復刻塗装
（いすゞ車1T079号車：港北区樽町にて）

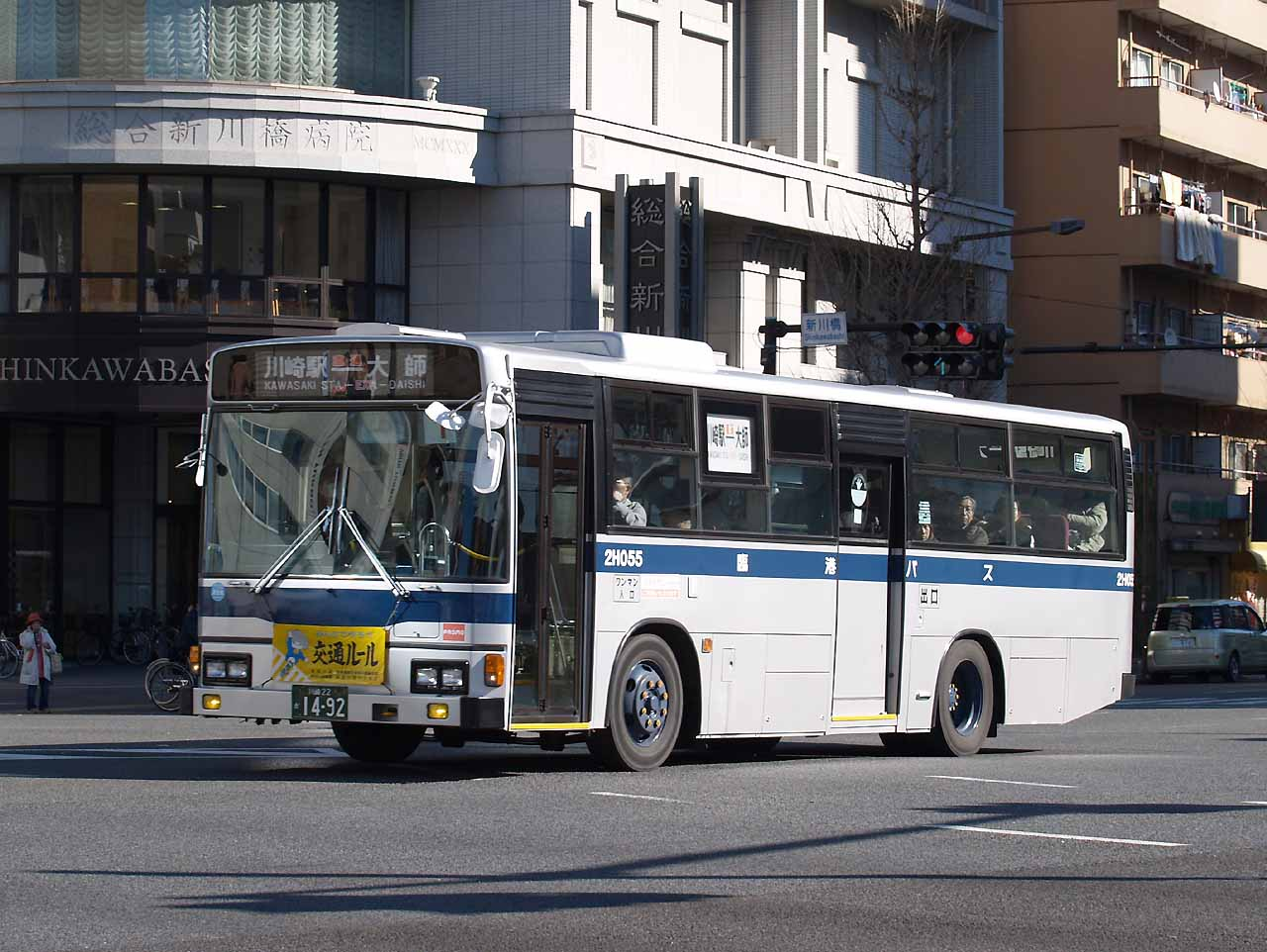
創立70周年記念「銀バス」復刻塗装
（日野車2H055号車：川崎区新川にて）

銀色地に紺色帯の旧塗装（通称「銀バス」）を復刻した車両を運行した。鶴見営業所所属の1T079号車、浜川崎営業所所属の2H055号車の2台。昭和のバスを忠実に再現するため、ラッピングではなく塗装して仕上げている。
1. - 平日は固定ダイヤにはならないものの、土休日は銀バス限定仕業が組まれ、1T079号車が2008年10月19日まで、2H055号車は同年11月24日まで設定されていた。
  - 2008年の正月三が日には、川崎駅 - 川崎大師間直行の初詣バスに投入された。
2. オリジナルグッズ発売
  - トミーテック「ザ・バスコレクション 臨港バス70周年記念セット」を3,000セット限定で発売。価格は1,200円。日野・ブルーリボン（浜川崎・2H050号車）、いすゞ・キュービック（塩浜・1A838号車）の臨港バスの代表的車種2種類セット。即日完売となり通販の取り扱いはなかった。
  - 京商「1/80スケール マスターズコレクション 臨港バス70周年記念モデル」を1,000セット限定で発売。価格は4,000円。日野・ブルーリボンシティ ハイブリッド（浜川崎・2H299号車）がモデル。コールドキャスト製の精密モデル。
3. 記念バス共通カード発売
  - 1,000円券2枚組で2,000セット限定、2,000円で発売。
4. 創立記念日限定ワンコインバス
  - 11月18日の創立記念日限定で、川崎木更津線・新横浜羽田空港線・たまプラーザ羽田空港線を除く、川崎・横浜市内均一運賃区間の臨港バスおよび臨港グリーンバスの全路線について、運賃を大人100円・小人50円とする「ワンコインバス」の運行を行った。

### 創立80周年記念企画
企画内容
1. 記念式典
2. 新キャラクター制定

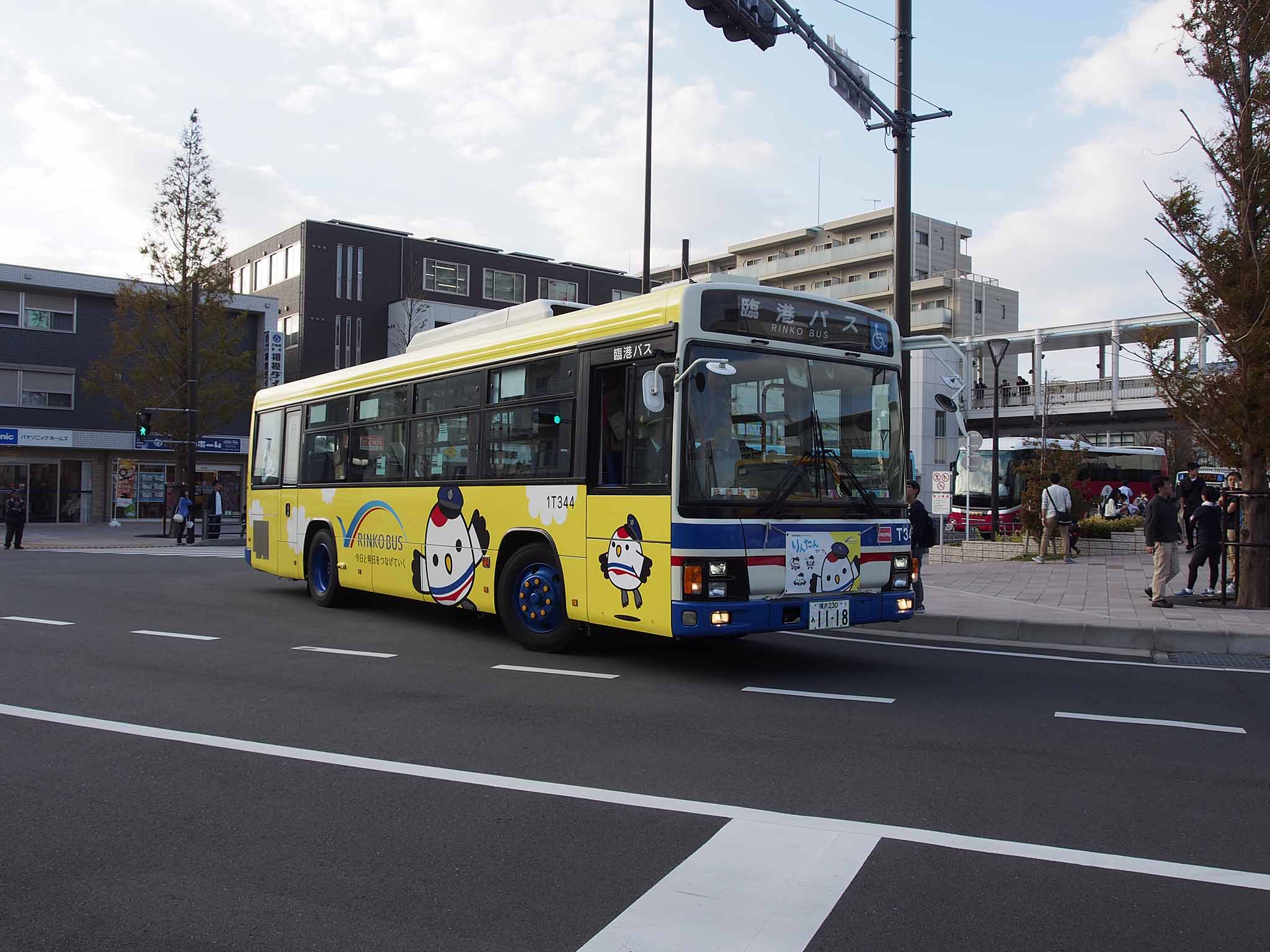
「りんたん」ラッピングバス

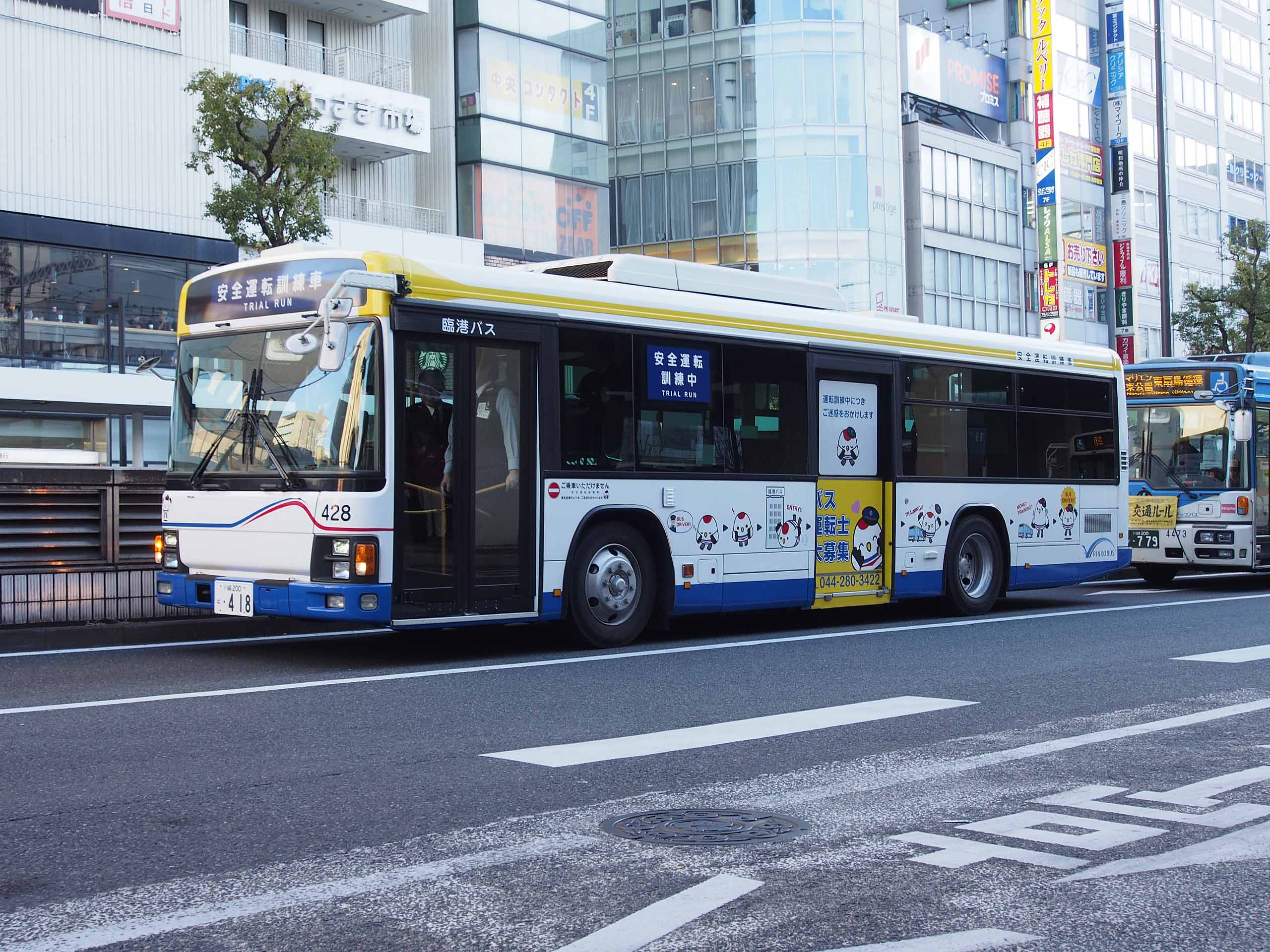
安全運転訓練車
「りんたん」ラッピングバス

  - 公募によりキャラクター名は「りんたん」に決定した[52]。
3. ラッピング車両の運行[53]
4. 運賃無料デー[54][55]
  - 2017年11月19日に川崎木更津線・新横浜羽田空港線・たまプラーザ羽田空港線と東急バスとの共同運行の新川崎日吉線（日95）を除く全線で1日運賃無料とした。

## 運賃・乗車券類
- 川崎市内・横浜市内(京浜ブロック)、東京都区内は1乗車につき現金・IC運賃とも240円（小児120円）、川崎市内から羽田空港第3ターミナルまでは現金・IC運賃ともに300円(小児150円)
  - 空84系統のみ240円（京浜ブロック)、240円(東京都区内)、300円（空港跨ぎ）の3種類運賃が存在し信用制の先払い方式となっている。
  - 大109系統・天空01系統(天空橋駅-大師橋駅・浮島バスターミナル)は京浜ブロックと東京都区内を跨いでいるが全線240円均一となっている。
  - 他の一般路線は全線大人240円、小児120円均一の前払い方式。
  - 高速バスは川崎木更津線のみ整理券方式の運賃後払いで他は運賃前払い方式。区間により運賃は異なる。三井アウトレット木更津線のみ事前予約可能。
  - 川崎・横浜市内と都区内の境界バス停は、寛政・京町三丁目・池田一丁目・南幸町・末吉橋西詰・鷹野大橋・江川町（日95）、キングスカイフロント東（大109・天空01）であるが羽田空港第3ターミナル発着以外は2025年3月18日以降どこで乗り降りしても同一運賃で、2022年10月から川崎市の高齢者特別乗車証、横浜市の敬老パスについても市境路線についてはどの停留所からも乗降可能になっているが横浜市福祉特別乗車証、川崎市ふれあいフリーパスでは市外区間のみの利用はできないので境界バス停が現在も必要となっている。また2024年9月1日より羽田空港第3ターミナル乗り入れに伴い空港2丁目交差点が特殊運賃の境界になった。
  - 2025年3月18日より川崎市内・横浜市内の運賃ブロックが京浜ブロックに統合し川崎市内・横浜市内跨ぎ運賃が廃止された。
  - 川崎市内運賃、横浜市内運賃が別々の時は横浜、川崎をまたがって利用する場合は横浜市内運賃が適用されていたが、川53・川54・川55・川56・川57・川61・川69系統は全区間川崎市内運賃が適用となっていた。
    - 尻手駅前 - 矢向南町 - 末吉橋、矢向南町 - 江ヶ崎 - 小倉下町、静翁寺前 - 矢向駅前 - 神田は、横浜市内であっても川崎市内運賃を適用されていた。
    - 江ヶ崎八幡 - 江ヶ崎は、鶴11が横浜市内運賃を、川54・川55が川崎市内運賃をそれぞれ適用していた。
- 深夜バスは運賃が2倍になる。定期券、学生応援パスを利用の場合はその半額で乗車できる。
  - 横浜市敬老特別乗車証を利用の場合はその半額で乗車できる。横浜市福祉特別乗車証は割増運賃は必要ない。
  - 川崎市高齢者特別乗車証明書、川崎市高齢者フリーパス、川崎市ふれあいフリーパスでは深夜バスは利用できない。
  - 東京バス協会発行の東京都シルバーパスは臨港バスが東京バス協会に加盟していないので利用できない(空84系統では京浜急行バス担当便のみ東京都区内で利用可能)
- 長期休暇やゴールデンウィークなどには小児運賃50円としていた（現金払いのみ）。2014年7月以降は小児運賃50円のキャンペーンを廃止し、期間中に臨港バス一般路線に何度も乗車できる小児用フリーパスで「夏休みちびっ子フリーパス」を1枚1000円で期間限定発売している。
- 交通系ICカードは高速バスを含め全路線でPASMO・Suicaの他、交通系ICカード全国相互利用サービス対象の交通系ICカードが利用できる。チャージは乗務員に申告した上で、1000円札1枚に限り行うことが可能。利用額に応じて割引が適用されるバス利用特典サービス（バス特）はPASMO・Suicaのみ対象であるがポイント付与は現在は既に終了、利用することのみ可能である。
- 定期券は臨港バス全線定期券（臨港バスの一般路線全区間で利用可能。高速路線と川崎病院線を除く）、学生応援パス（発売日から翌年3月31日まで臨港バスの一般路線全区間で利用可能）、日95系統専用東急バスとの共通定期券(臨港バスでは発売していない)、三井アウトレット木更津線を除く高速バス各路線専用定期券（共同運行する他社でも利用可能）を発売している。ただし、学生応援パスは毎年3月と4月のみの発売となり、5月以降は発売していない。
- 空84系統では臨港バス全線定期券で全区間追加料金なしで利用可能。京浜急行バスとの共通定期券は導入されてないので定期券は発行会社のバスのみ利用可能。
- 川崎木更津線では1ヶ月・3ヶ月・6ヶ月定期を従来の紙式定期券とスマホ定期券で発売している(IC定期券は発売していない)
- 横浜東扇島線・横浜浮島線では1ヶ月・3ヶ月定期は紙式定期券とスマホ定期券で、6ヶ月定期はスマホ定期券で発売している(IC定期券は発売していない)
  - 一般路線全線で使用可能な臨港バス全線定期券はPASMO・Suicaでの発行、鉄道定期券と同じICカードに記録することも可能。
  - 2018年3月18日から紙式定期券を廃止し、臨港バス全線IC定期券に統合された[26][56]。
  - 2018年3月18日までは、市内全線定期券が発売されていたが、IC定期券への統合に伴い廃止された。
    - 川崎市内全線定期券：川崎市内均一運賃区間が利用可能。横浜市内運賃適用区間への乗り越しは所定運賃の支払いが必要。
    - 横浜市内ゾーン定期券：鶴見駅、菊名駅、綱島駅、新横浜駅の各駅から2km以内を対象とし、1枚につき1つのゾーンのみ利用可能（「白鵬女子高校前」「旭台」「宮の下」停留所は鶴見駅ゾーン定期券では利用不可。「三ツ池道」停留所は鶴11は利用できるが、川50は利用不可）も発売されていた。
- 通勤定期券には環境定期制度がある[57]。
- 川崎病院線は1乗車100円。大人・小児同額。川崎市福祉敬老乗車証は利用できるが、回数券、定期券は利用できず、ICカードはバス利用特典サービスの対象外となる。
- 川崎木更津線、横浜東扇島線、横浜浮島線ではVISA・JCBカードのタッチ決済も利用可能。
- 京浜急行電鉄の株主優待券、株主優待乗車証も高速バス以外で利用可能である。
- 一日乗車券は発売されていない。川崎市内に一般路線を有するバス事業者で一日乗車券を発売していないのは当社のみである。臨港バスの一般路線営業範囲に乗り入れる他社局のバス事業者はいずれも一日乗車券を発売している。
- 回数券は一般路線用、高速バス用とも現在発売されていない。

## 車両
2024年3月時点で、乗合バス368台、貸切バス6台を保有する。
川崎鶴見臨港バスの営業所は横浜市と川崎市に所在するため、車両の登録番号（ナンバープレート）は、鶴見営業所の所属車両のみ横浜ナンバー、他の営業所の所属車両は全て川崎ナンバーである。神奈川県で川崎ナンバーが導入される前は全車が横浜ナンバーであったが、1980年の川崎ナンバー導入後は、川崎市内の営業所の車両は順次川崎ナンバーへ変更された。なお、1964年に横浜ナンバーと相模ナンバーに分割される以前は、全て「神ナンバー」で登録されていた。
新車導入・既存車体売却のサイクルが非常に早く、現在はおおむね10年から12年程度のサイクルで車両の置き換えを行っている。また新車導入から約6 - 7年程度経過した車両を対象に、車体更新工事を京急ファインテック金沢事業所で実施している。

### 一般路線車

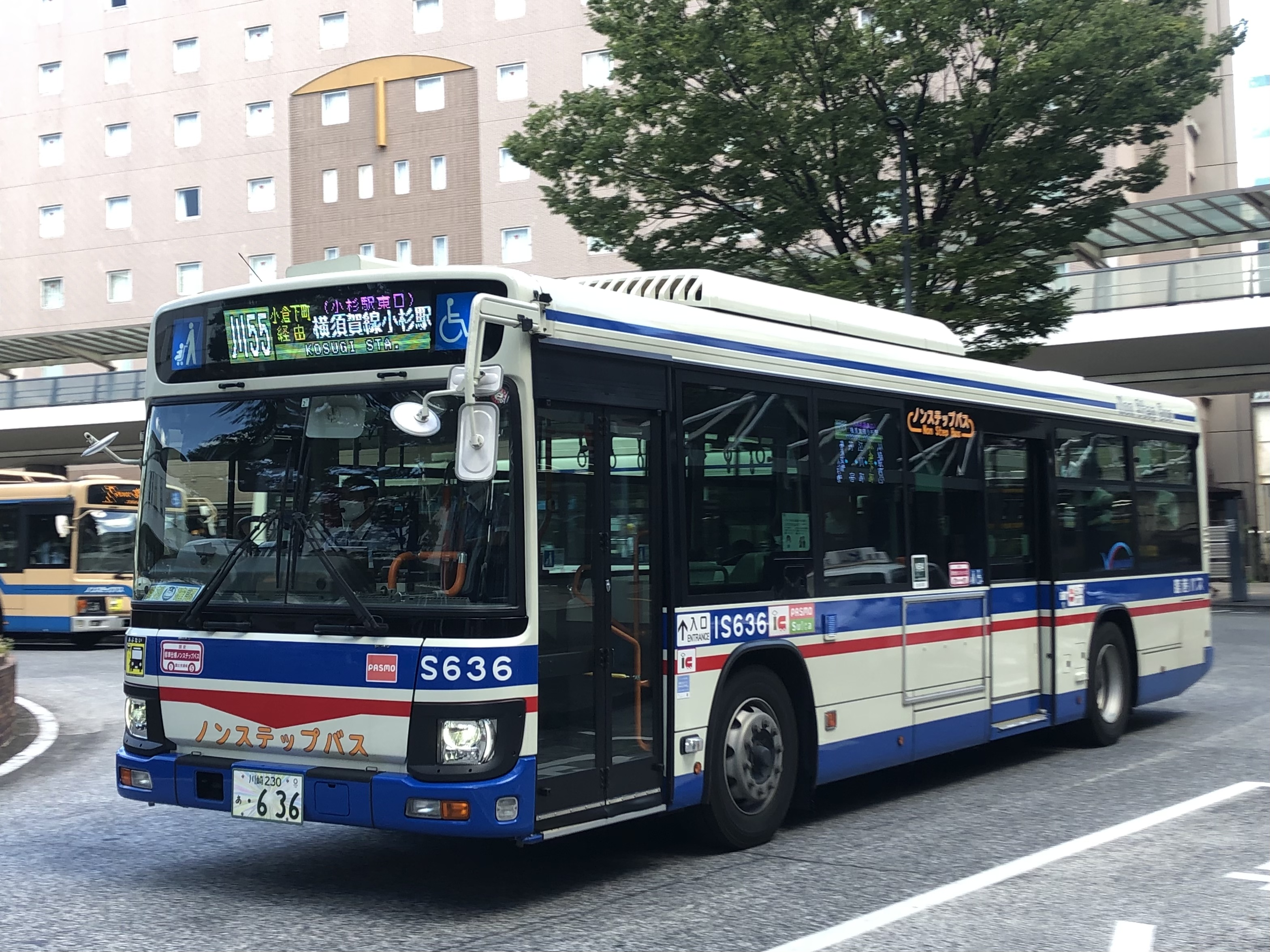
いすゞの大型車 (1S636号車)
いすゞ・エルガ
2DG-LV290N3、2020年式

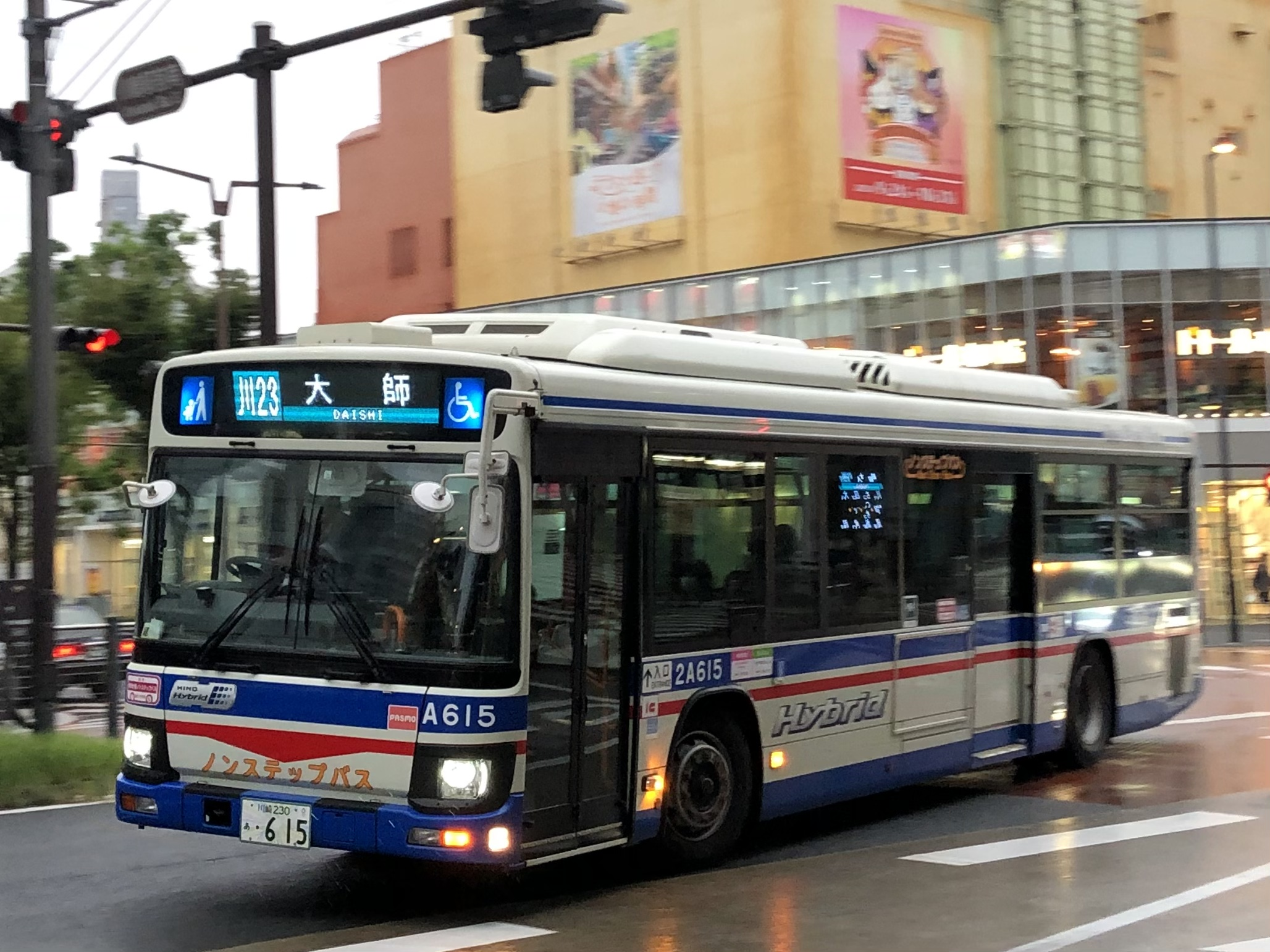
日野の大型車 (2A615号車)
日野・ブルーリボンハイブリッド
2SG-HL2ASBP、2019年式

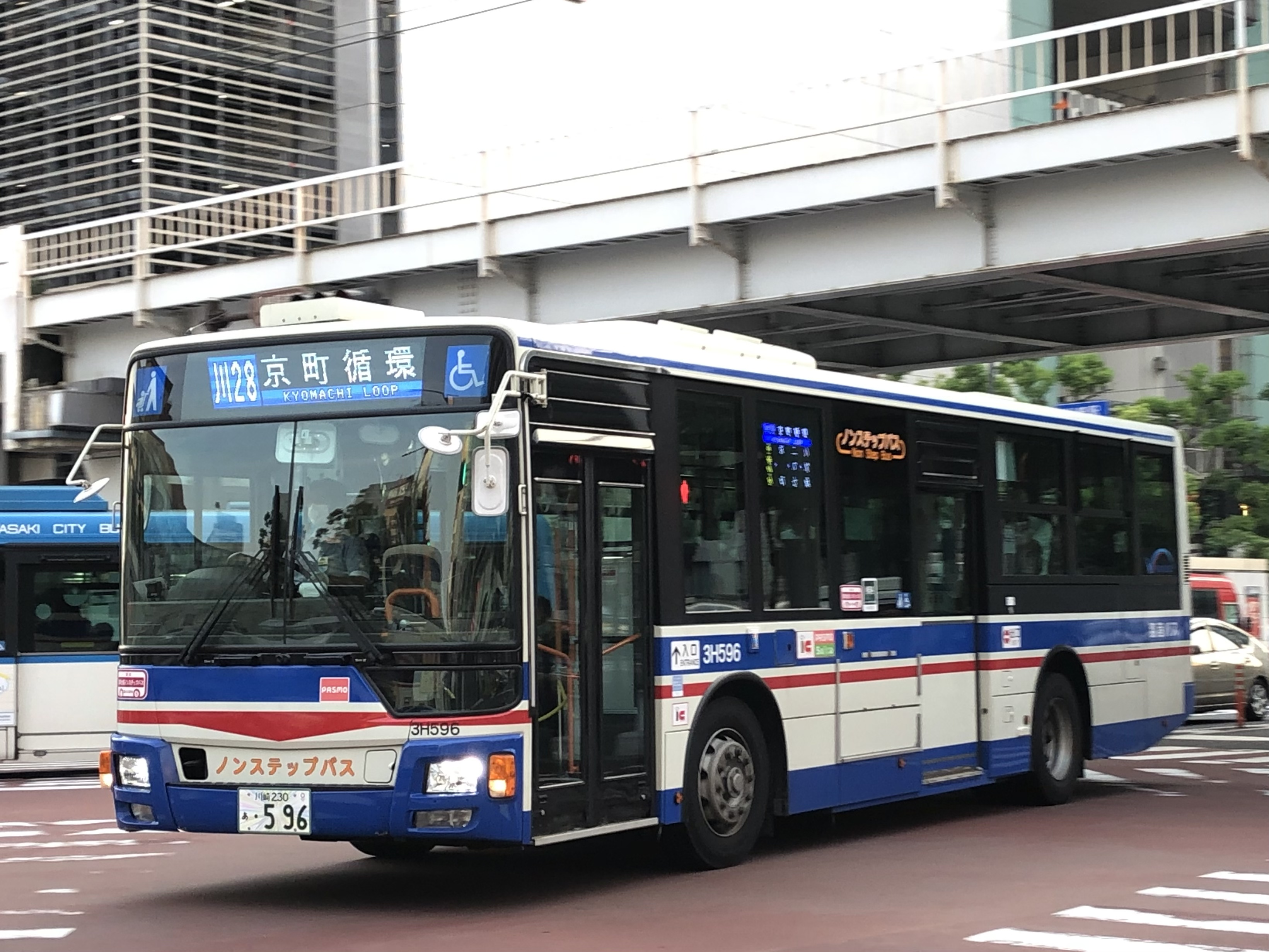
三菱ふそうの大型車 (3H596号車)
三菱ふそう・エアロスター
2PG-MP38FK、2018年式

#### 営業所とバスメーカーの関係
かつては沿線に工場があったいすゞ自動車、日野自動車の車両を採用し、営業所によりメーカーが区分けされていた。営業所によっては工場閉鎖後に指定メーカーが変更されている。
- いすゞ自動車：鶴見区末広町に鶴見製造所があったが[58]、1988年に川崎工場へ統合された[59]。工場閉鎖後も川崎鶴見臨港バスの停留所名として「いすゞ鶴見工場前」が残っている[60][61]。川崎区殿町3丁目にあった川崎工場は大型トラック・バスの一大生産拠点であったが、2004年に閉鎖された。

- 日野自動車：鶴見区尻手1丁目に日野車体工業本社・横浜工場（旧：帝国自動車工業横浜工場）があった[62]。ジェイ・バス発足に伴い2002年に工場閉鎖、日野車体工業は消滅した[62]。

営業所ごとの導入車両メーカーは以下のとおり。詳細は各営業所の記事を参照のこと。
- 浜川崎営業所：日野自動車→三菱ふそう
- 神明町営業所：いすゞ自動車
  - 1999年までは富士重工業製の車体を架装した車両を導入していた。
- 塩浜営業所：いすゞ自動車→日野自動車
  - いすゞ川崎工場があった川崎区殿町を終点とする日出町線を所管していたため、いすゞ自動車製の車両を純正車体（川崎航空機→川重車体工業→アイ・ケイ・コーチ→いすゞバス製造）で導入していた。
  - 2004年のいすゞ川崎工場閉鎖後、指定メーカーが変更された。
  - 鶴見営業所：いすゞ自動車
    - かつては富士重工業製の車体を架装した車両が大半だったが、1984年（P-代）と1996年以降（KC-代）はいすゞバス製造の純正車体（キュービック）での導入となった。

#### 車両の変遷
ジェイ・バス（いすゞ自動車・日野自動車）、三菱ふそうの3社の車両が在籍している。日産ディーゼル/UDトラックス車の配置はない（ただし一部の三菱ふそう車にUD製のエンジンを搭載した車が在籍する）。UDトラックスからのOEM供給車である三菱ふそう・エアロスター-Sは導入されていない。
大多数はジェイバス（いすゞ）車であり、塩浜営業所・神明町営業所・鶴見営業所に配備されている。ジェイバス（日野）車はかつて浜川崎営業所のみに配備されていたが、2007年秋より塩浜営業所への配備も開始された。三菱ふそう車は1990年代後半に導入された車両が塩浜営業所に少数在籍するのみであったが、2007年秋より新車導入が再開され、浜川崎営業所に配備が始まった。2011年以降は各営業所でAT車が相次いで導入された。2021年現在は再び営業所によって新車を導入するメーカーが分かれている。
かつては大型車のみの配置で、大型短尺車のいすゞ・キュービックLT、いすゞ・エルガLT、三菱ふそう・エアロスターMMも配置されていた。中型車は神明町営業所にいすゞ・ジャーニーK(富士重工6E・8E車体)が少数配置されていたのみだったが、経営合理化の一環として道幅が狭く大型車での運行が難しい路線や、乗客数の比較的少ない路線・時間帯には中型車で運行するようになり、1999年からいすゞ・エルガミオの導入が開始された。日野・レインボーHRの中型長尺車も多数導入された。2010年代以降は再び大型車中心の配置となり、2021年9月現在では浜川崎営業所に中型車が数台残る以外は全て大型車となっている。
低床化への取り組みとしては、1991年に浜川崎営業所へワンステップバスを導入し、1998年には初のノンステップバスを鶴見営業所に導入した。その後は車椅子スロープ付きワンステップバスとノンステップバスを並行して導入してきたが、2009年以降の一般路線車は原則としてノンステップバスのみが選択されている。
低公害車の導入は、ハイブリッドバスの日野・ブルーリボンシティ ハイブリッドを浜川崎営業所と塩浜営業所に、三菱ふそう・エアロスターの尿素SCRシステム搭載車（2007年、2008年式はワンステップ車、2009年式以降はノンステップ車）を浜川崎営業所に導入した。いすゞ・エルガ、いすゞ・エルガミオや日野・ブルーリボン、日野・レインボーもAdBlue使用車を原則として選択するようになり、現在では基本的にエルガは神明町営業所・鶴見営業所、ブルーリボンは塩浜営業所に導入している。
電気バスの導入としては、2024年にBYD製の大型電気バス「K8 2.0」が導入された。
KAWASAKI BRTの運行開始に合わせて連節バスを導入しており、2022年から2024年にかけて日野・ブルーリボン ハイブリッド連節バス、いすゞ・エルガデュオが導入された。

#### カラーリング
現行の車両カラーリングは、白色地に3本（正面と後面は1本）の濃い青色帯と1本の赤色帯を巻くのが基本パターンである。
かつては銀色地に紺色の帯の「銀バス」と呼ばれたカラーリングであり、後述の創立70周年記念キャンペーンの際に復刻された。
また、過去にはギャラリーバスも運行されており、他のバス車両とは全く異なるカラーリングで絵をペイントされたため目立つ存在であった。現在は一部の車両が車体広告ラッピング車となっている。

#### 装備
車両の装備としては、停留所の着発時や右左折時、狭い道路や交通量の多い道路の走行時などに注意促進のため、早い時期からウィンカーチャイム（右左折警報音）を装備している。ウィンカー点滅中に「キンコン、キンコン」という音が鳴るもので、臨港バスの運行エリアでは頻繁に聞くことができる。臨港バス以外の近隣のバス事業者では都営バスや京浜急行バス、東急バス、相鉄バスなどでも同様のウィンカーチャイムを採用している。
かつては車内案内表示器が設置されていなかったが、2001年度に2段表示のLED式車内案内表示器が採用され、2016年度からは液晶式車内案内表示器を採用した。
過去には方向幕式の車両が多く、黒地に白抜き文字を基本に、系統番号部分や行先部分の色分け、循環経路などの表記に特徴が見られるものもあったが、現在は全車がLED式の行先表示器を搭載している。2003年度以降の導入車ではLED式の行先表示器を採用し、現在は全車LED式行先表示器を装備しており、既存の方向幕式車両も一部はLED式行先表示器に交換された。方向幕の車両は2015年度に消滅している。2018年度からはフルカラーLED搭載車両が導入されている。フルカラーLED搭載車では､方向幕の車両と同様に行先の色分けなどに特徴が見られる。
2009年度導入車からは緑色に着色されて紫外線をカットするUVカットスモークガラスが採用され、2008年度導入車まで中扉開閉時の音はブザー音だったが、一部車両で中扉のドアチャイムおよび開閉ランプが採用された。2012年度導入車からは車内LED照明が本格採用されている。

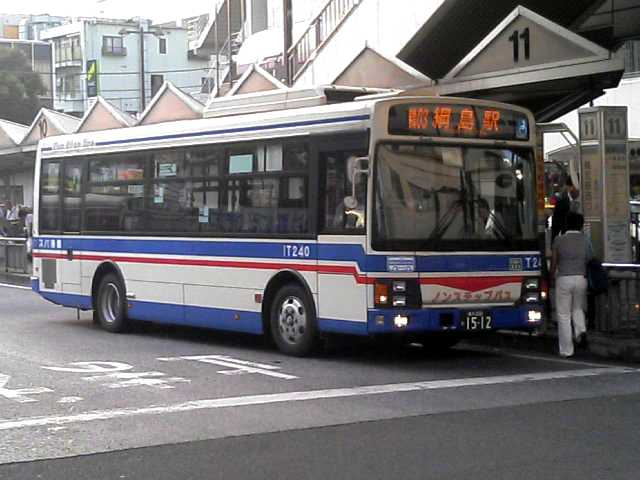
中型車 いすゞ・エルガミオ （1T240号車：鶴見駅西口にて､除籍済）
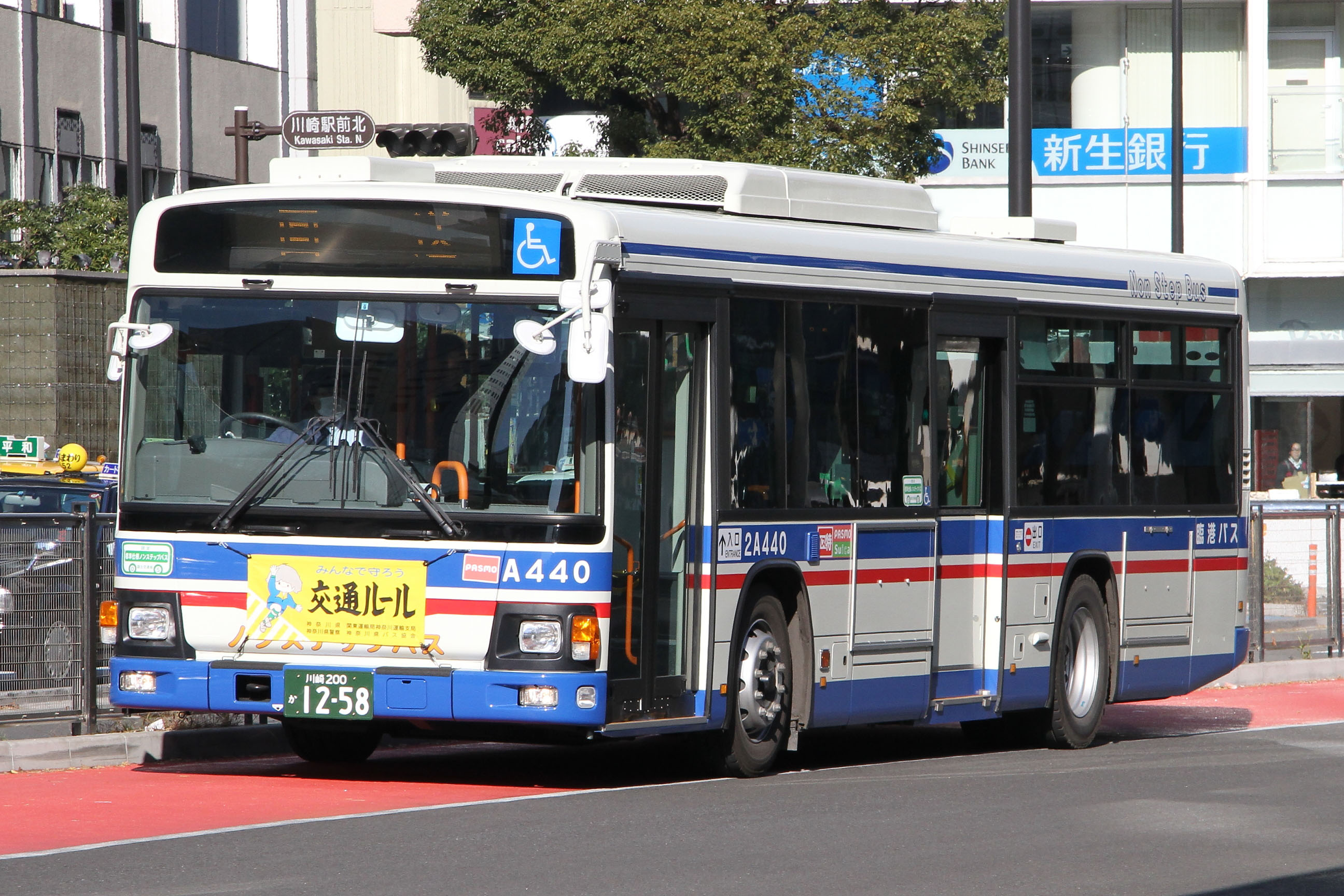
大型車 日野・ブルーリボンII （2A440号車：川崎駅にて）
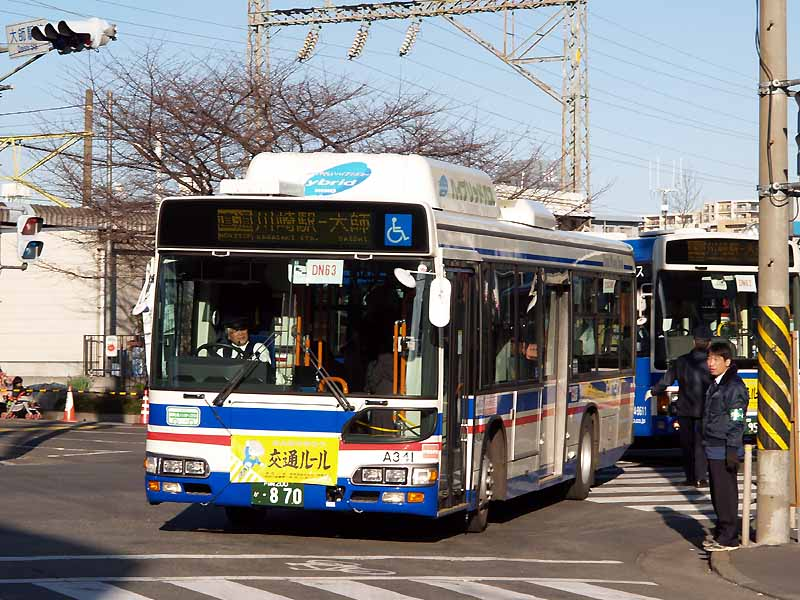
ハイブリッド車 日野・ブルーリボンシティ ハイブリッド （2A341号車：川崎大師駅にて、除籍済）
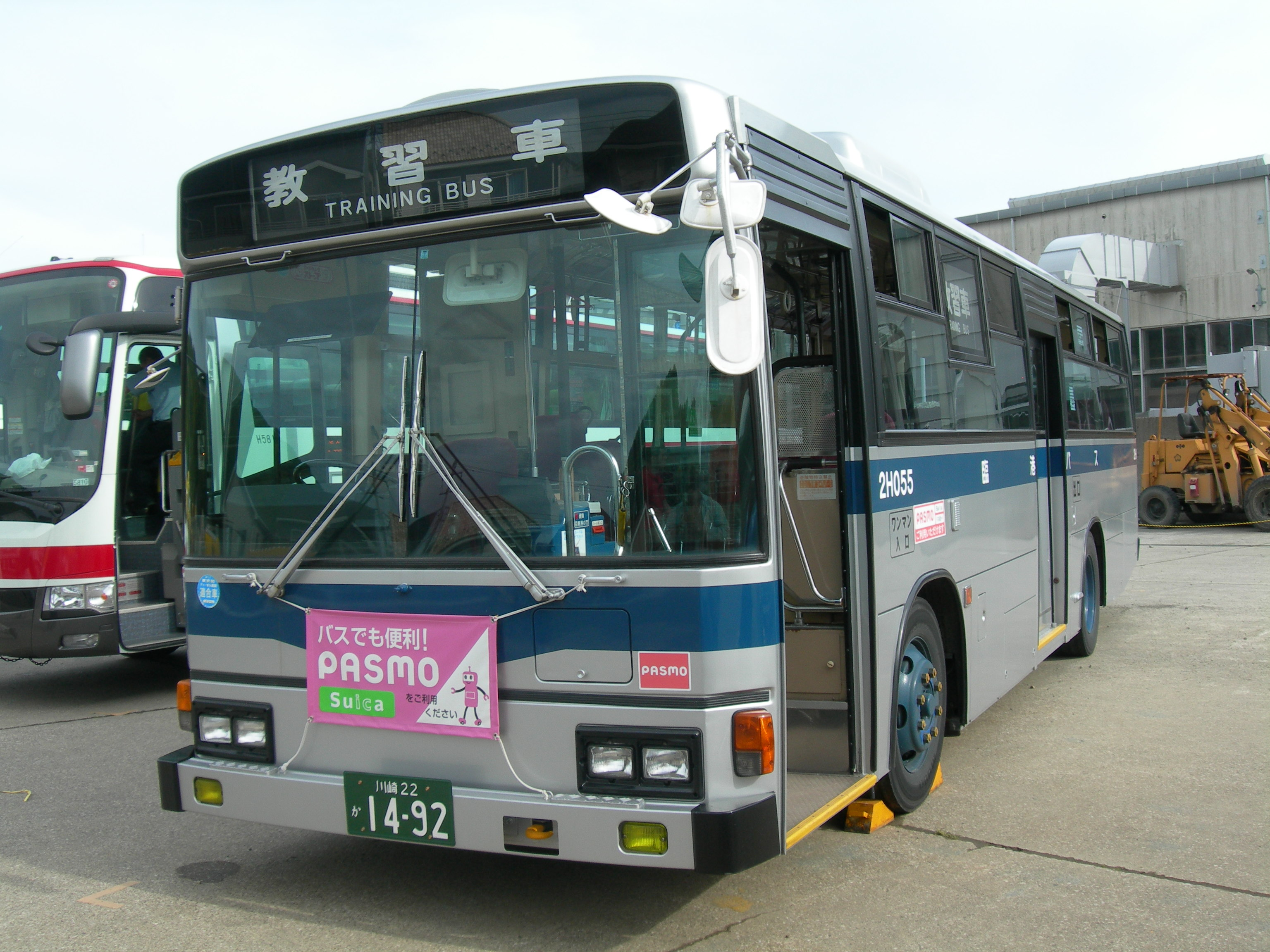
方向幕が「教習車」表示の復刻塗装車 （2H055号車：京急ファインテック久里浜事業所にて、除籍済）
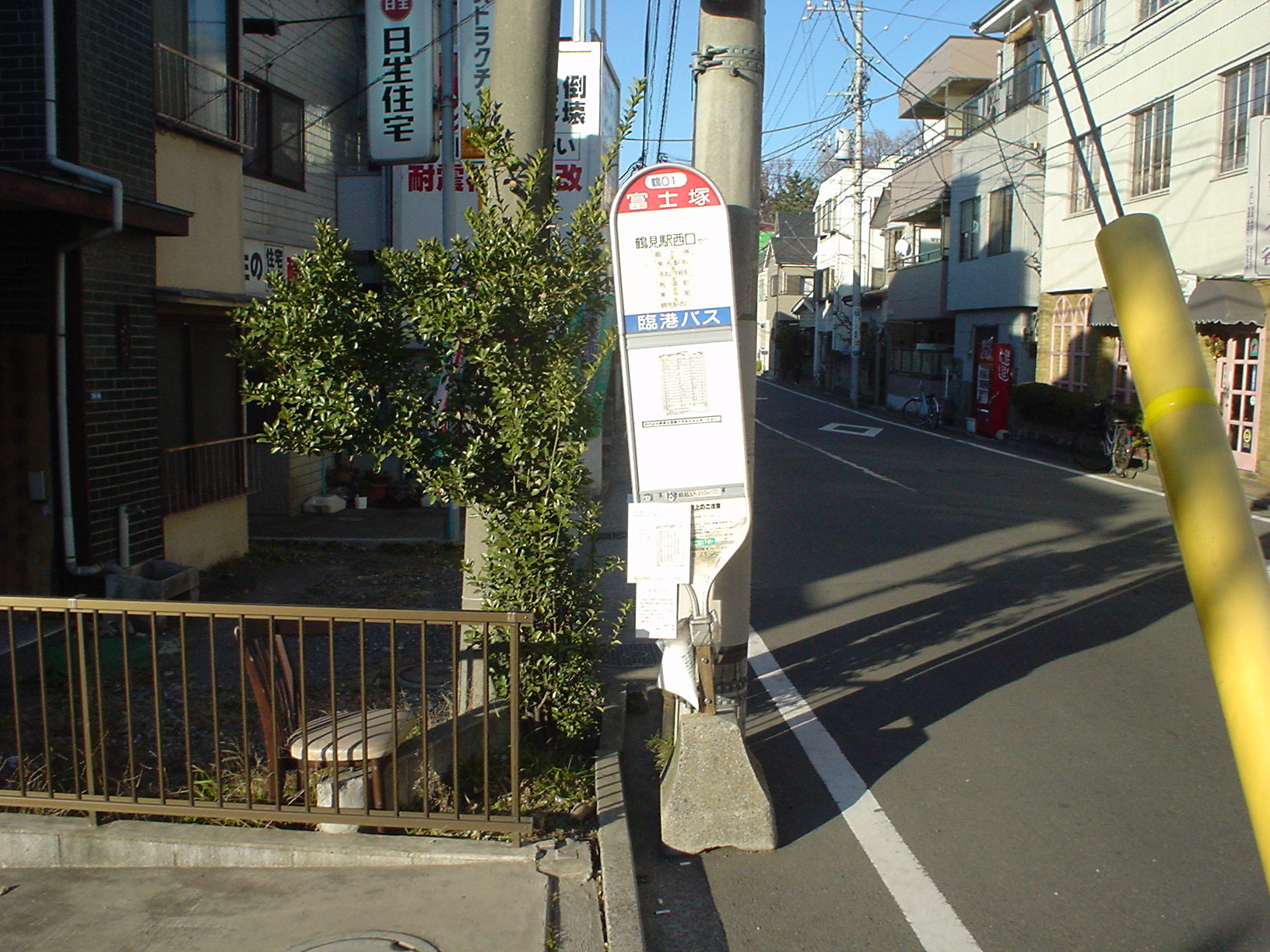
臨港バスの標準的なバス停留所ポール（富士塚）
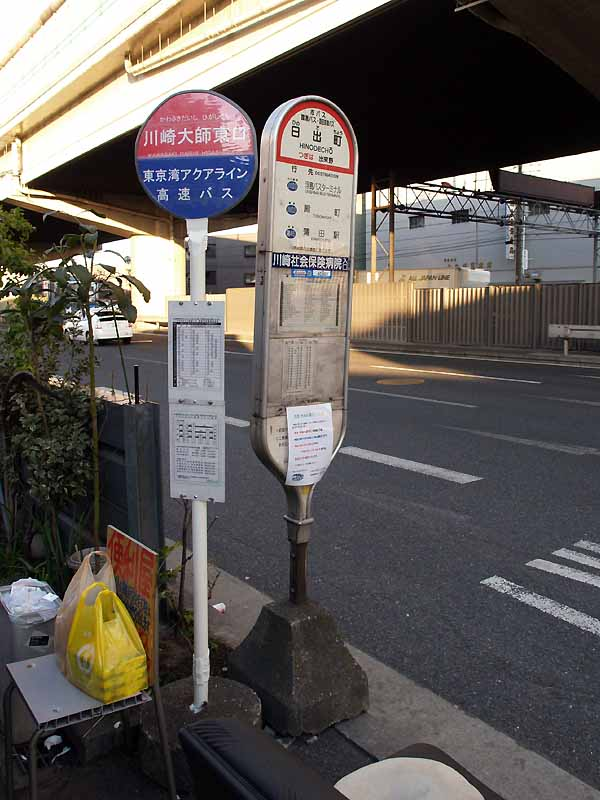
一般路線バスと東京湾アクアライン高速バスの停留所

### 高速路線・貸切車
観光タイプの車両は三菱ふそう・エアロエースが主力で、かつては三菱ふそう・エアロバスのハイデッカー、スタンダードデッカー、いすゞ・ガーラ（初代）が在籍していた。
かつて東扇島線や浮島線に使用されていたいすゞ・エルガのワンロマ車は、2013年頃に川崎浮島橋快速線に転用された。

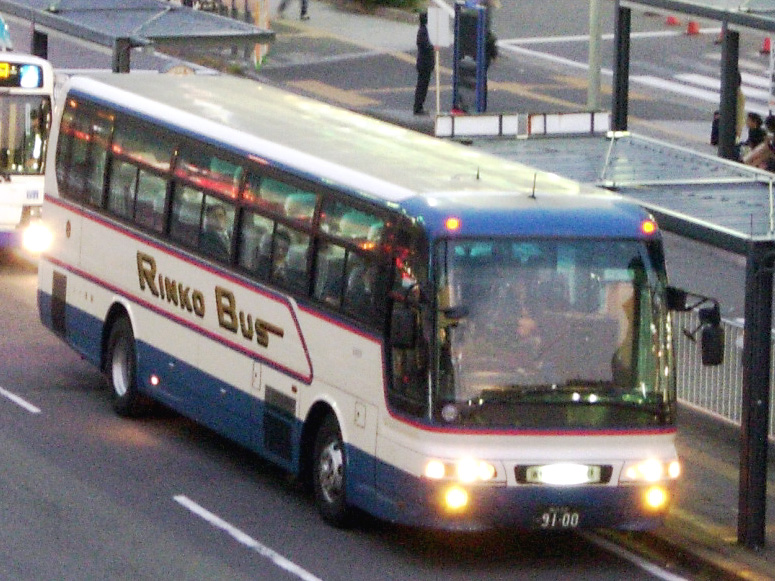
空港リムジン貸切色（3009号車：新横浜駅）※2007年度廃車
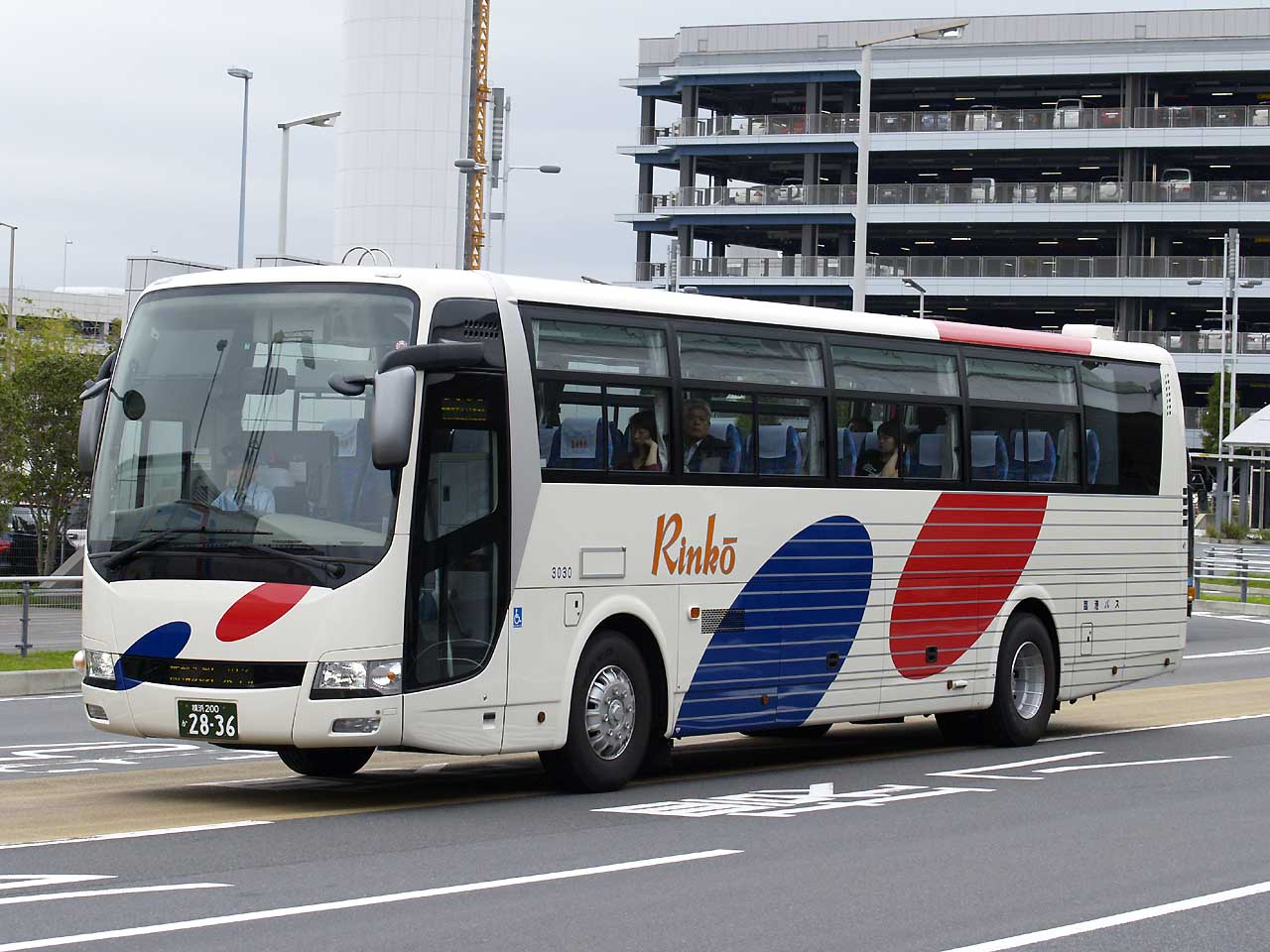
空港リムジン 羽田 - 新横浜線（3030号車：羽田空港）
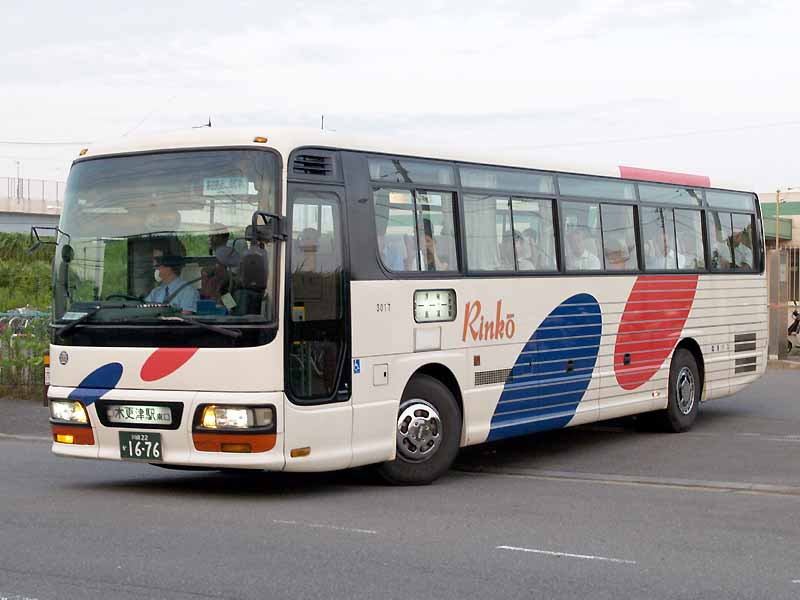
アクアライン高速バス 川崎 - 木更津線（3017号車：川崎・浮島バスターミナル）
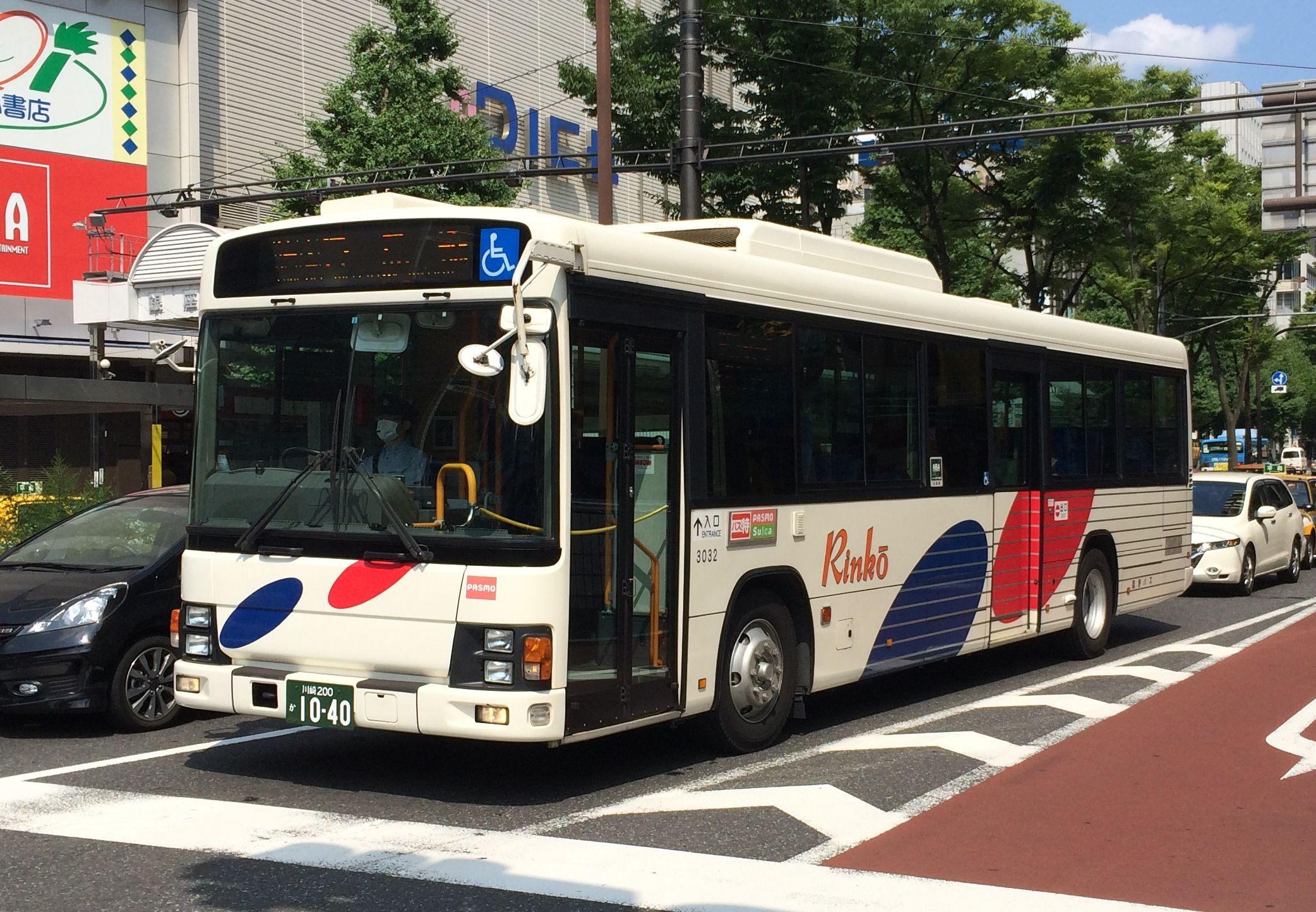
ワンロマ車 いすゞ・エルガ長尺車（3032号車）
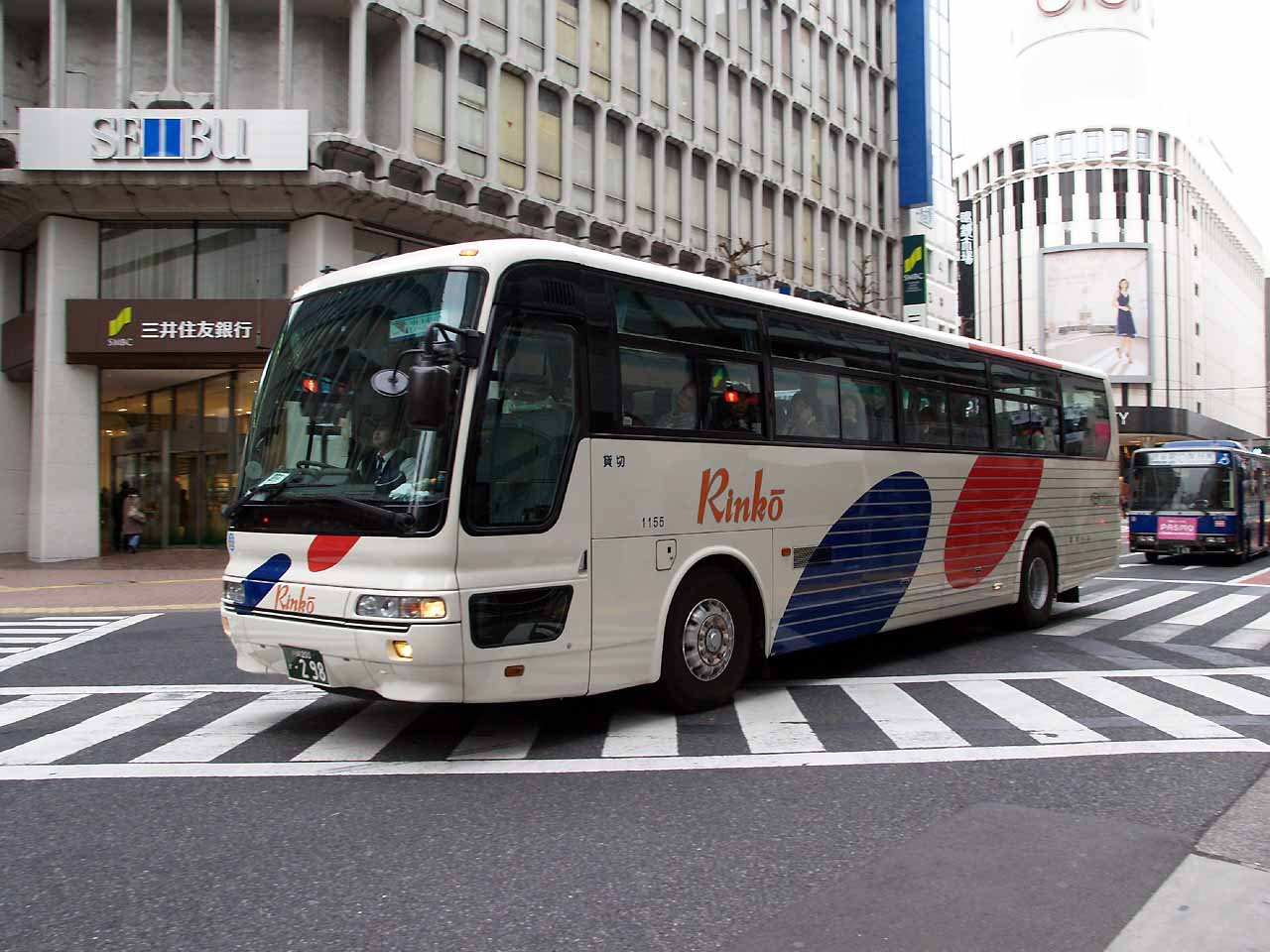
貸切車（1155号車：東京都渋谷区内にて）

### 特定輸送車
川崎市・横浜市に所在する特別支援学校のスクールバスを運行受託している。特定車として横浜市立上菅田特別支援学校スクールバス用の三菱ふそう・エアロスター、横浜市立盲特別支援学校スクールバス用の日野・リエッセ、横浜市東部地域療育センタースクールバス用のいすゞ・ガーラミオを保有し、いずれも鶴見営業所に配置されている。これらの車両は通常、鶴見駅付近の鶴見線高架下（総持寺付近）の車庫に留置されている。かつてはいすゞ・エルガ、エアロミディ、三菱ふそう・ローザも配置されていた。

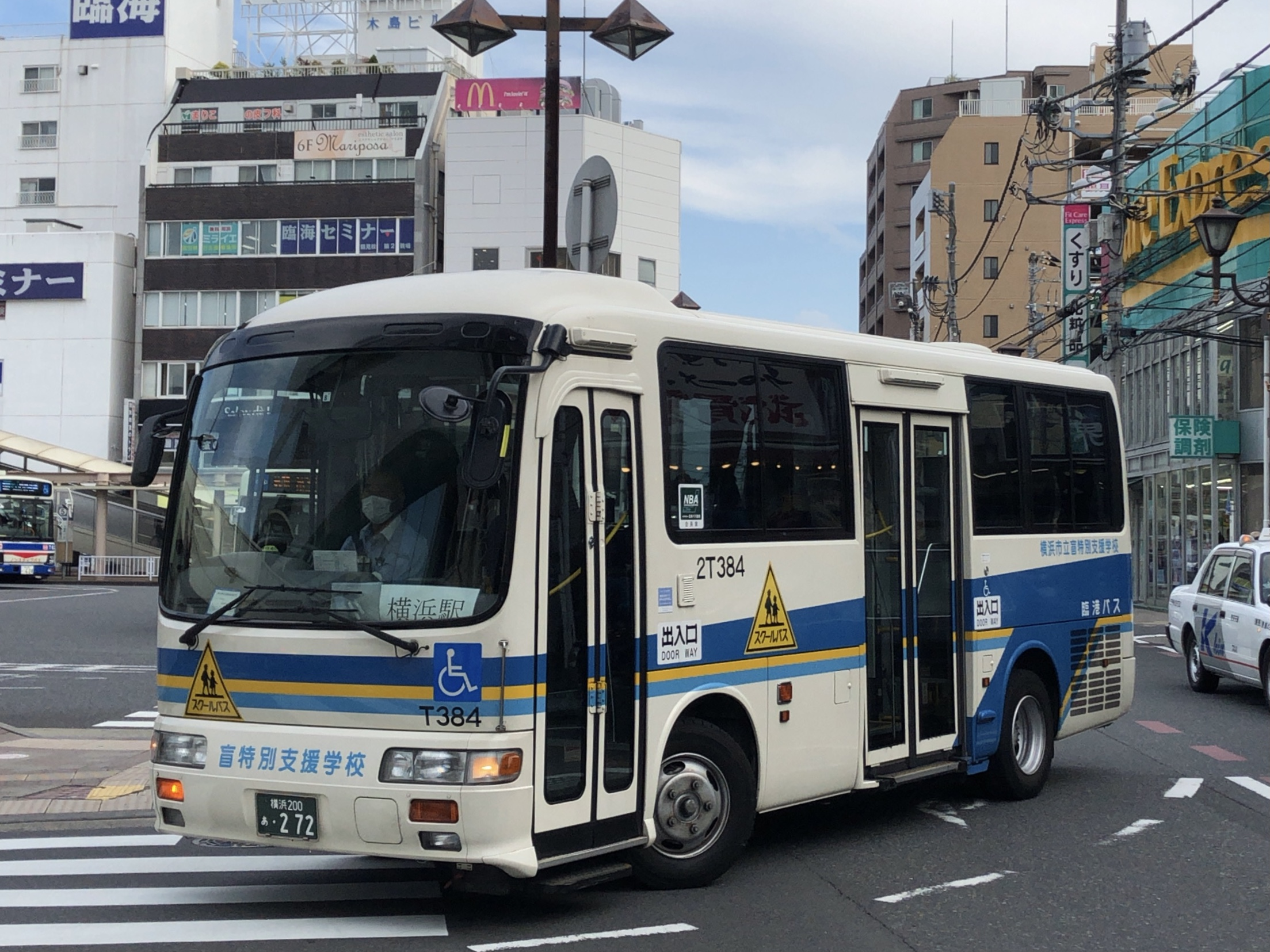
盲特別支援学校スクールバス（2T384号車：鶴見駅西口）

### 社番
川崎鶴見臨港バスにおける社番（登録番号とは別に、社内で識別のために車両に付与する車号）の付番規則は以下のとおり。
一般路線車と特定輸送車の社番は、数字1字（メーカー）+英字1字（営業所）+数字3桁（固有番号）で表記される。車体の前面と後面にはメーカーを示す数字を省略し、側面には省略せず記載される。
一般路線車・特定車
| 1        | T      | 625      |
| -------- | ------ | -------- |
| メーカー | 営業所 | 固有番号 |

- メーカー[66]
  - 1：いすゞ自動車
  - 2：日野自動車
  - 3：三菱ふそう
  - 5：BYD

（日産ディーゼル車の導入はなし）
- 所属営業所[66]
  - H：浜川崎営業所
  - S：神明町営業所
  - A：塩浜営業所
  - T：鶴見営業所
  - G：臨港グリーンバス（移籍車•現存せず）
  - GK：臨港グリーンバス（新車•現存せず）

一例として、1T625ならば「1=いすゞ車、T=鶴見営業所所属、625号車」となる。営業所間の転属の際には英字の書き換えも行われる。
なお、臨港グリーンバスの社番を付けた車両は、臨港バス本体への吸収合併に伴う移籍により改番され現存しない。臨港グリーンバス時代の付番規則の詳細については「臨港グリーンバス#車両」を参照のこと。なお2025年現在は元臨港グリーンバス車が全廃となり、現存しない。
貸切車と高速路線車の社番は、数字1字（用途）+数字3字（固有番号）で表記される。
貸切・高速車
| 3    | 069      |
| ---- | -------- |
| 用途 | 固有番号 |

- 用途[66]
  - 1：貸切車
  - 2：KAWASAKI BRT
  - 3：高速車（空港連絡バス、川崎木更津線、横浜東扇島線）
  - 5：のるーとKAWASAKI

一例として、3069ならば、「3=高速路線車、069号車」となる。

### 廃車車両の譲渡
川崎鶴見臨港バスで役目を終えた車両は、全国の地方事業者に譲渡されている。京浜急行バスとともに古くから全国の地方事業者に廃車車両を供給しており、譲渡先は北は北海道から南は沖縄県まで広範囲にわたる。神奈川県を含む首都圏が自動車NOx・PM法による排出ガス規制強化地域に指定された2000年以降はさらに増加しており、近年はワンステップバスも地方事業者へ移籍している。
主な譲渡先は、ジェイ・アール北海道バス、道南バス、苫小牧市交通部（2012年3月事業廃止、道南バスに移管）、秋北バス、羽後交通、福島交通、茨城交通、関東自動車、長電バス、川中島バス(現アルピコ交通)、中鉄北部バス、堀川バス、九州産交バス、那覇バス、琉球バス交通などである。一部の車両はミャンマーなど海外へも輸出されている。
その他、いすゞ・キュービック1両がテレビ番組向けのロケ車として転用され、年末の日本テレビ系列の『ダウンタウンのガキの使いやあらへんで!!』の「笑ってはいけないシリーズ」などに使われた。『絶対に笑ってはいけない科学博士24時』以降は他のバスが使用されている。

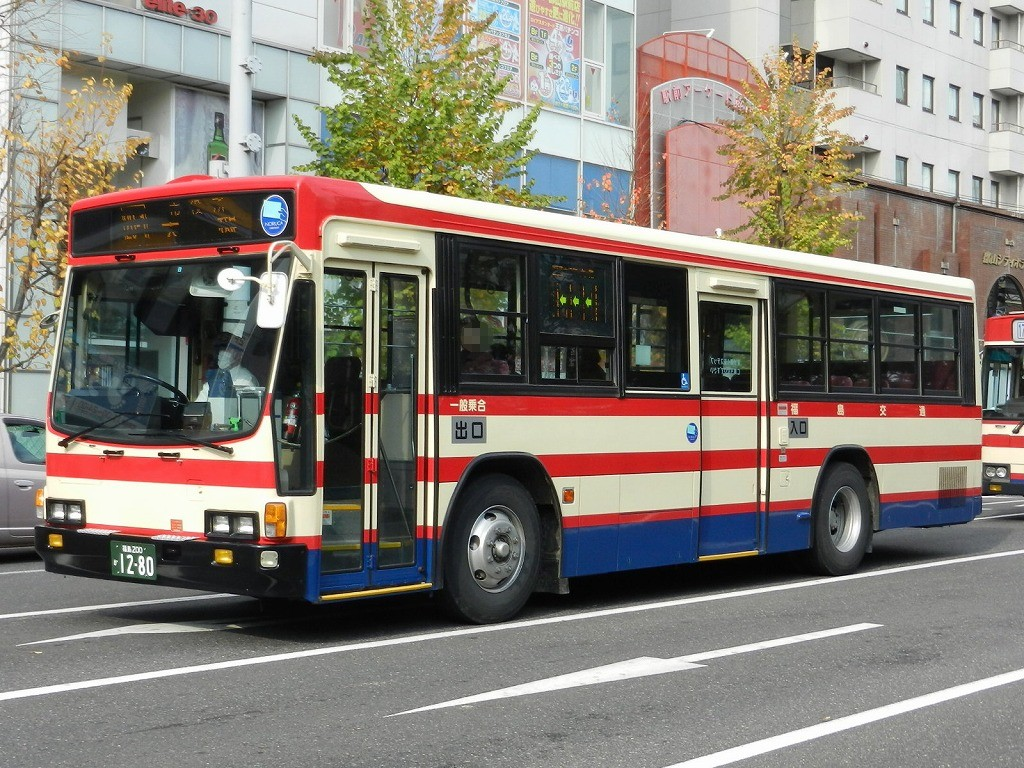
福島交通への譲渡車
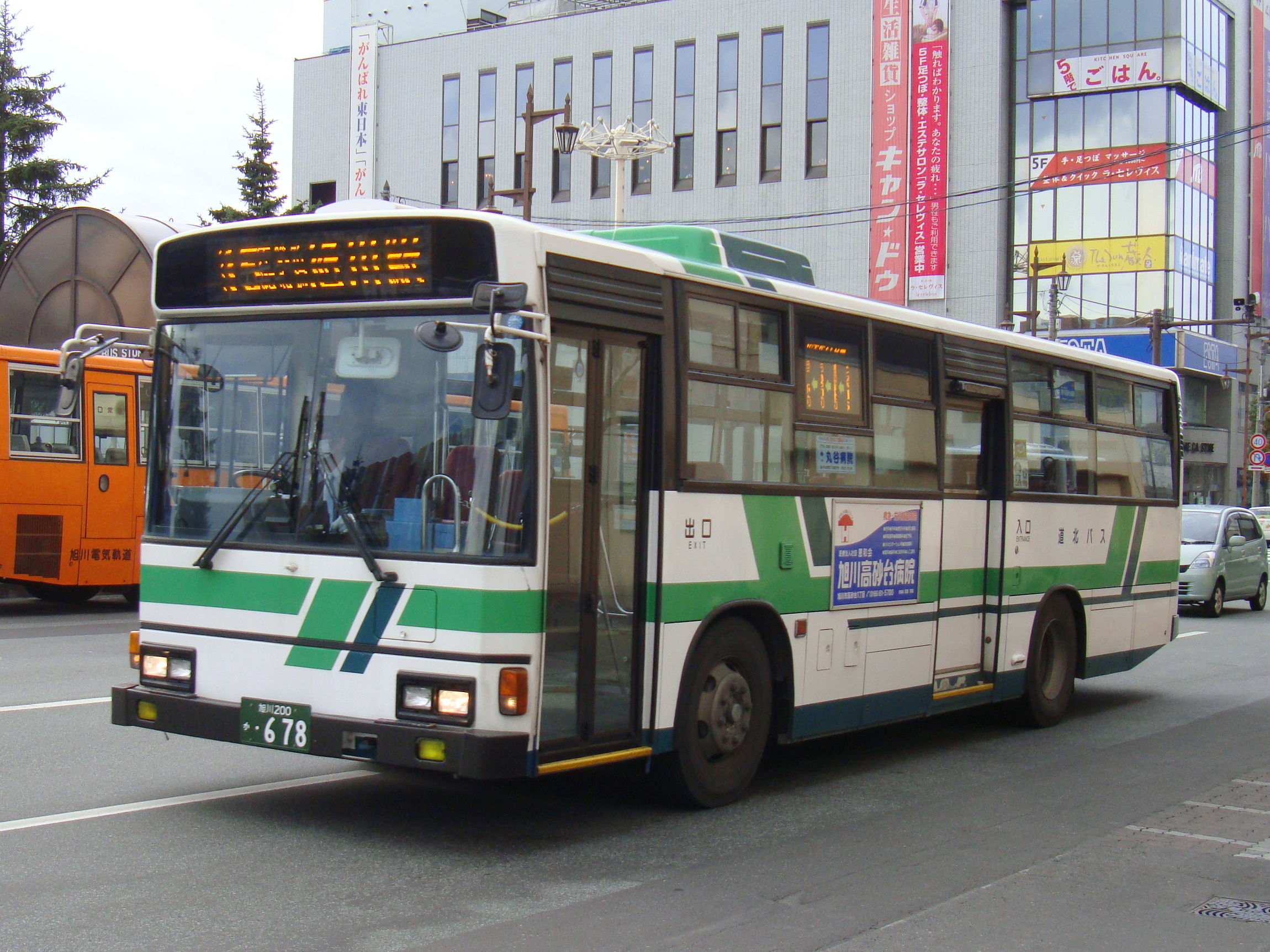
道北バスへの譲渡車
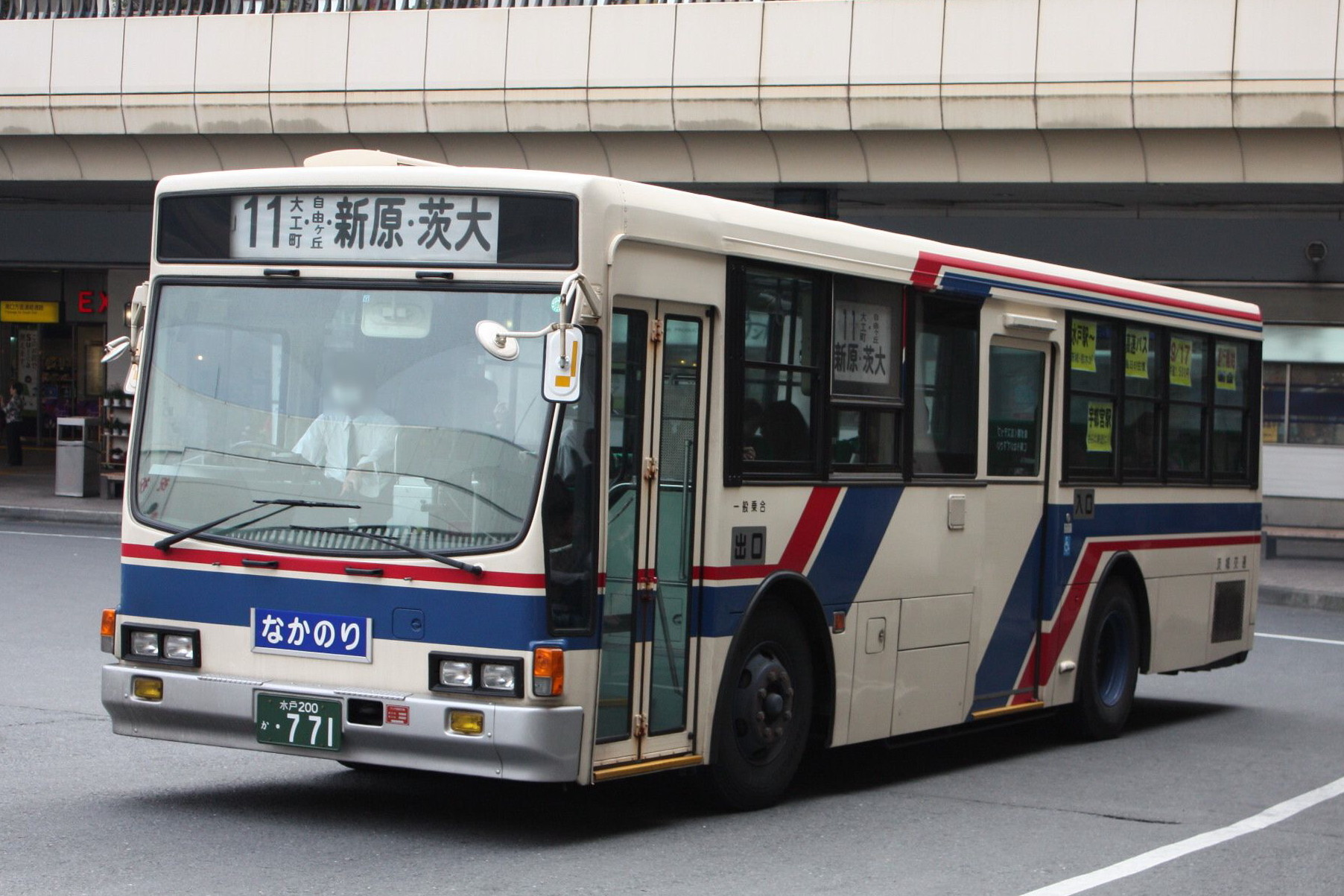
茨城交通への譲渡車
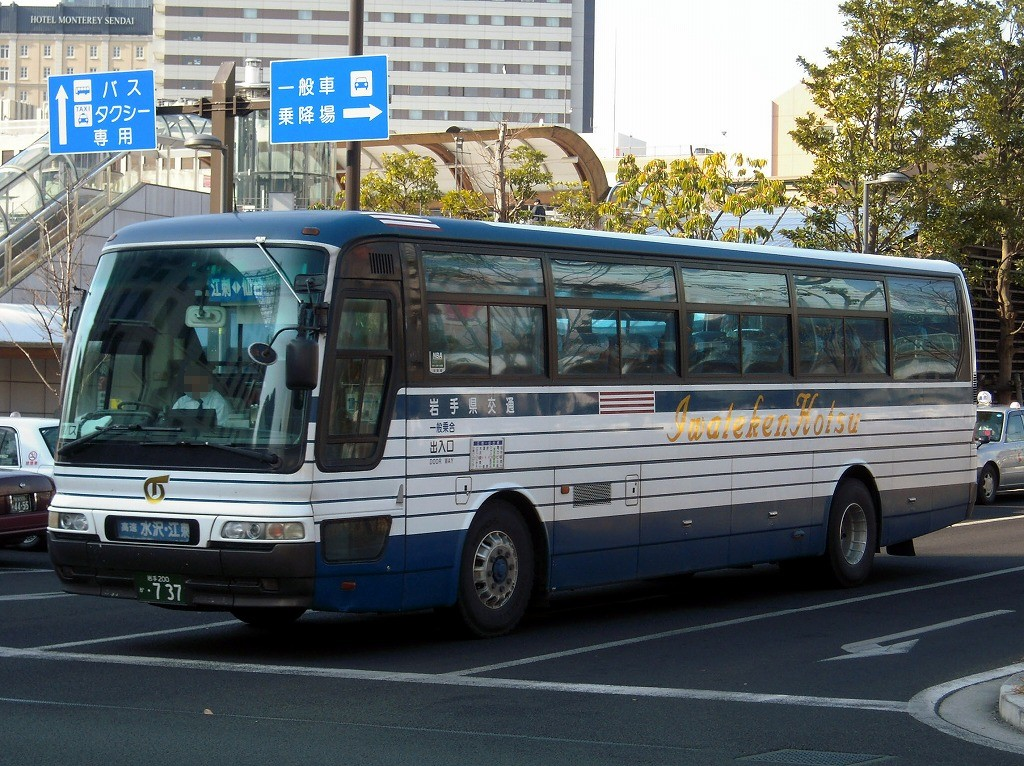
岩手県交通への譲渡車

## バス以外の事業
- 臨港コミュニティ - プロント川崎東口店→セブン-イレブン川崎駅前南店のフランチャイズ経営。
- 臨港エステート - 不動産業。JR川崎駅・京急川崎駅近くにあるさいか屋川崎店や川崎ルフロン（一部）の土地賃貸などを行う。
- 鴨居自動車学校 - 自動車教習所。
- 臨港交通 - タクシー事業。飛鳥交通へ譲渡。

## 幻の鉄道事業参入計画
川崎鶴見臨港バスは川崎市営トロリーバス計画中に、川崎駅と三井埠頭を結ぶトロリーバスの特許申請を行った。実現すれば1943年の鶴見線戦時買収以来の鉄道事業再参入となるはずだったが、川崎市交通局との競合もあって申請を取り下げることとなった。